# Ford Escort (Europa)
Ford Escort – samochód osobowy klasy kompaktowej produkowany przez amerykańską markę Ford w latach 1967 – 2004.

## Pierwsza generacja

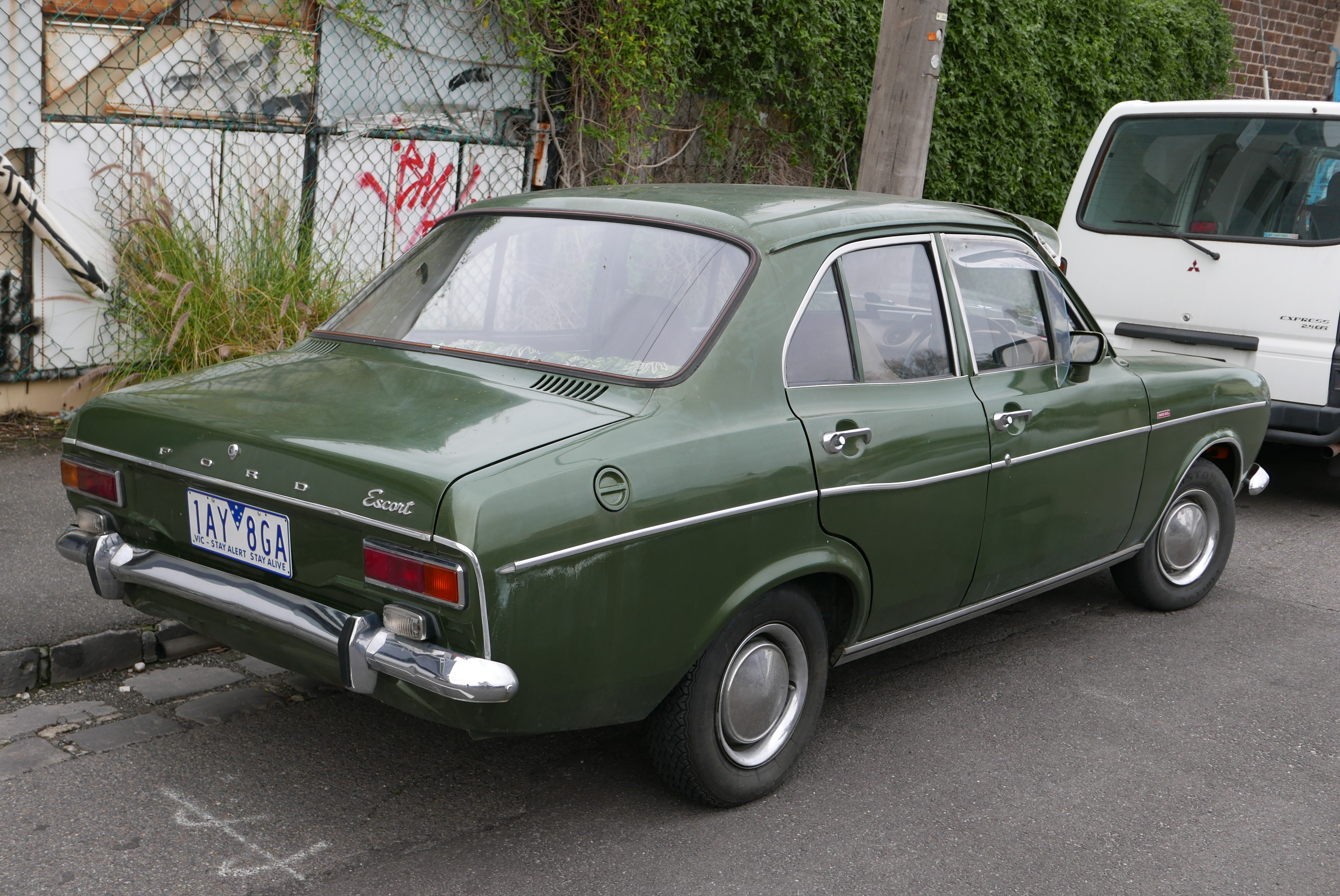
Ford Escort I - tył

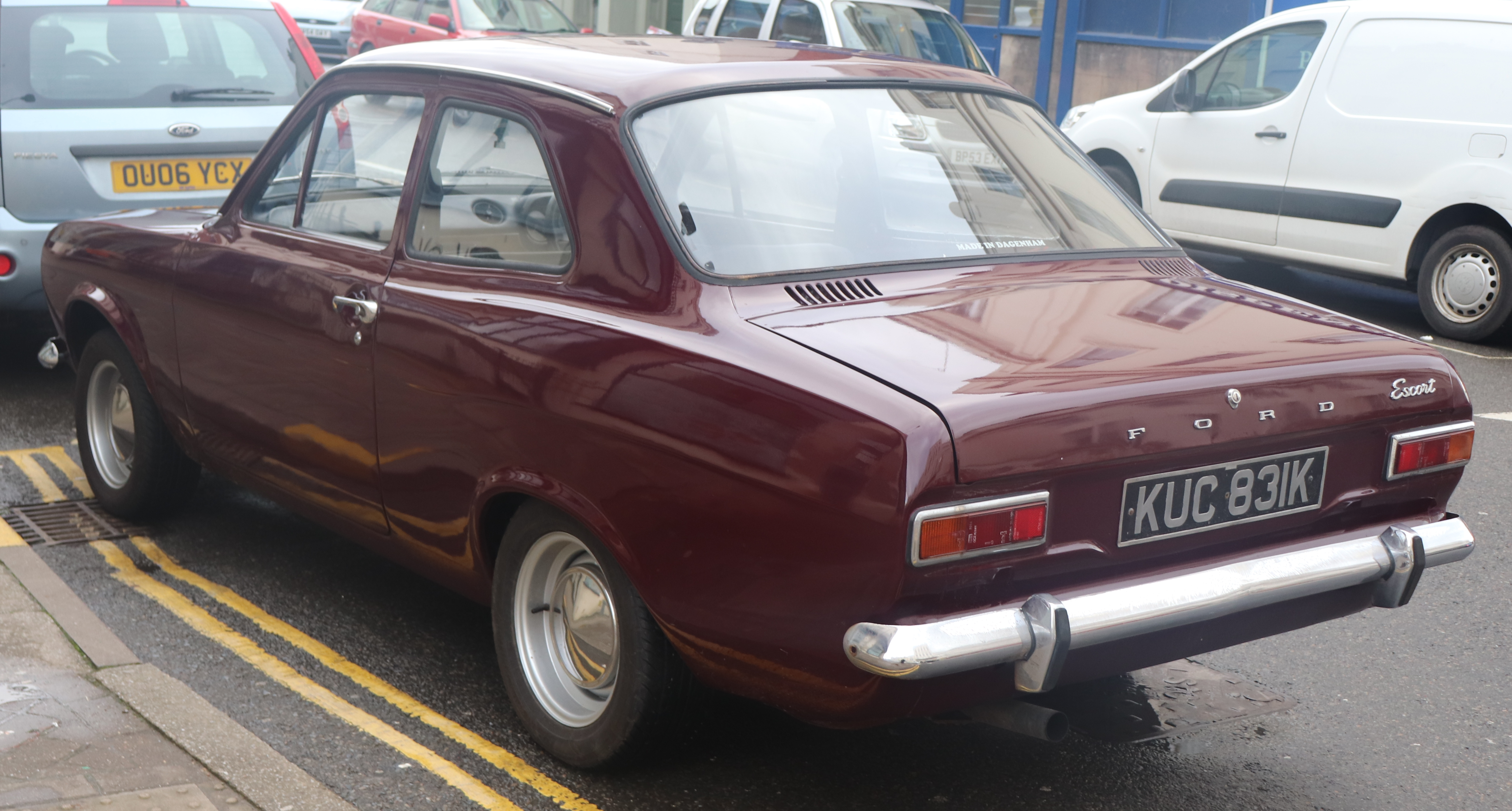
Ford Escort I 2D

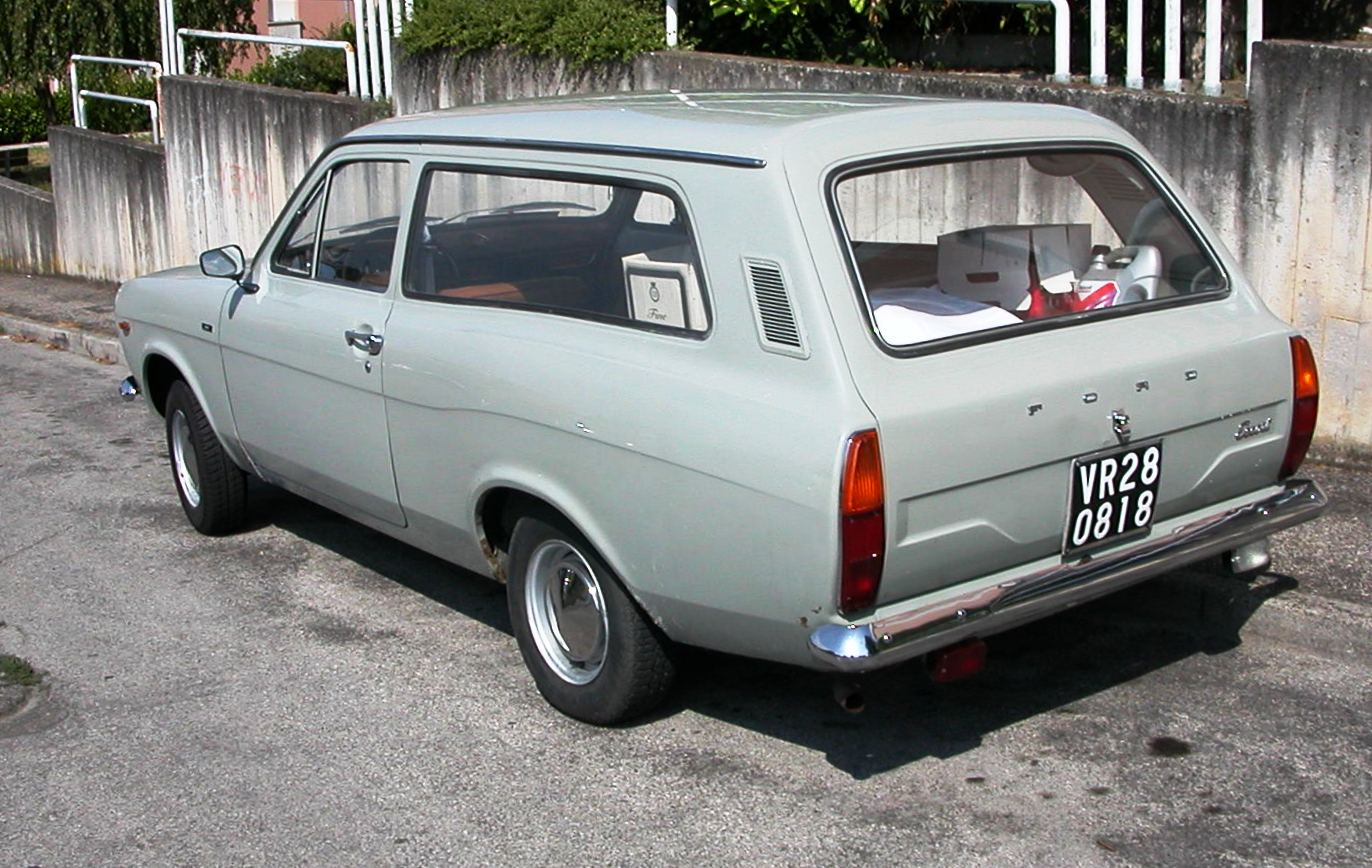
Ford Escort I Kombi

Ford Escort I został zaprezentowany po raz pierwszy w 1967 roku.
W 1967 roku europejski oddział Forda przedstawił nowy model kompaktowy, który zastąpił popularną linię modelową Anglia, a także produkowaną wcześniej rodzinę niewielkich kombi Squire. 
Pierwsza generacja Forda Escorta została utrzymana w nowym kierunku stylistycznym marki, charakteryzując się obłymi liniami nadwozia i wyraźnymi przetłoczeniami na panelach bocznych. Z przodu pojawiły się duże okrągłe reflektory z łączacą je wąską atrapą chłodnicy, z kolei pas tylny zdobiły niewielkie prostokątne lampy i chromowana obwódka nadwozia.
Samochód oferowany był w szerokiej gamie wersji nadwoziowych. Poza sedanem dostępnym z jedną lub dwiema parami drzwi, ofertę poszerzyła także dostępna w dwóch wariantach liczby drzwi wersja kombi. Ponadto, na bazie Escorta powstał też samochód dostawczy - Escort Van.
Ford Escort I był samochodem o światowym zasięgu. Poza rynkiem Europy Zachodniej, oferowano i produkowano go także w Republice Południowej Afryki, Australii i Nowej Zelandii, a także w wielu krajach Azji, z produkcją w Izraelu i na Tajwanie.

### Wersje wyposażeniowe
- Deluxe
- Super
- GT
- Sport
- RS 1600
- RS 2000

### Dane techniczne
| Wersja             | Silnik:                   | Układ zasilania:   | Średnica × skok tłoka: | St. sprężania:     | Moc maksymalna:                    | Maks. moment obrotowy      | 0-100 km/h:        | V-max:             |
| Silniki benzynowe: | Silniki benzynowe:        | Silniki benzynowe: | Silniki benzynowe:     | Silniki benzynowe: | Silniki benzynowe:                 | Silniki benzynowe:         | Silniki benzynowe: | Silniki benzynowe: |
| ------------------ | ------------------------- | ------------------ | ---------------------- | ------------------ | ---------------------------------- | -------------------------- | ------------------ | ------------------ |
| 940                | R4 0,9 l (940 cm³), OHV   | gaźnik             | 81,00 mm × 45,60 mm    | 9,5:1              | 45 KM (33 kW) przy 5600 obr./min   | 67 N•m przy 3200 obr./min  | b/d                | 125 km/h           |
| 1100               | R4 1,1 l (1098 cm³), OHV  | gaźnik             | 81,00 mm × 53,30 mm    | 9,0:1              | 56 KM (41 kW) przy 6000 obr./min   | 81 N•m przy 3000 obr./min  | b/d                | 132 km/h           |
| 1300               | R4 1,3 l (1298 cm³), OHV  | gaźnik             | 81,00 mm × 63,00 mm    | 8,0:1              | 58 KM (42,5 kW) przy 5000 obr./min | 98 N•m przy 2500 obr./min  | b/d                | b/d                |
| 1300 GT            | R4 1,3 l (1298 cm³), OHV  | gaźnik             | 81,00 mm × 63,00 mm    | 9,2:1              | 76 KM (56 kW) przy 6000 obr./min   | 101 N•m przy 4300 obr./min | b/d                | 153 km/h           |
| 1300 Sport         | R4 1,3 l (1298 cm³), OHV  | gaźnik             | 81,00 mm × 63,00 mm    | 9,2:1              | 83 KM (61 kW) przy 6500 obr./min   | 102 N•m przy 4000 obr./min | b/d                | 158 km/h           |
| 1600 Mexico        | R4 1,6 l (1599 cm³), OHV  | gaźnik             | 81,00 mm × 77,60 mm    | 9,0:1              | 99 KM (73 kW) przy 6000 obr./min   | 125 N•m przy 4000 obr./min | 10,5 s             | 161 km/h           |
| 1600 Twin Cam      | R4 1,6 l (1558 cm³), DOHC | gaźnik             | 83,00 mm × 73,00 mm    | 9,5:1              | 112 KM (82 kW) przy 6000 obr./min  | 145 N•m przy 4500 obr./min | 9,9 s              | 182 km/h           |
| RS1600             | R4 1,6 l (1599 cm³), DOHC | dwa gaźniki        | 81,00 mm × 77,60 mm    | 10,0:1             | 122 KM (90 kW) przy 6500 obr./min  | 152 N•m przy 4000 obr./min | 8,9 s              | 182 km/h           |
| RS2000             | R4 2,0 l (1993 cm³), SOHC | gaźnik             | 90,80 mm × 77,00 mm    | 9,8:1              | 101 KM (75 kW) przy 5700 obr./min  | 146 N•m przy 3750 obr./min | 9,0 s              | 177 km/h           |

## Druga generacja

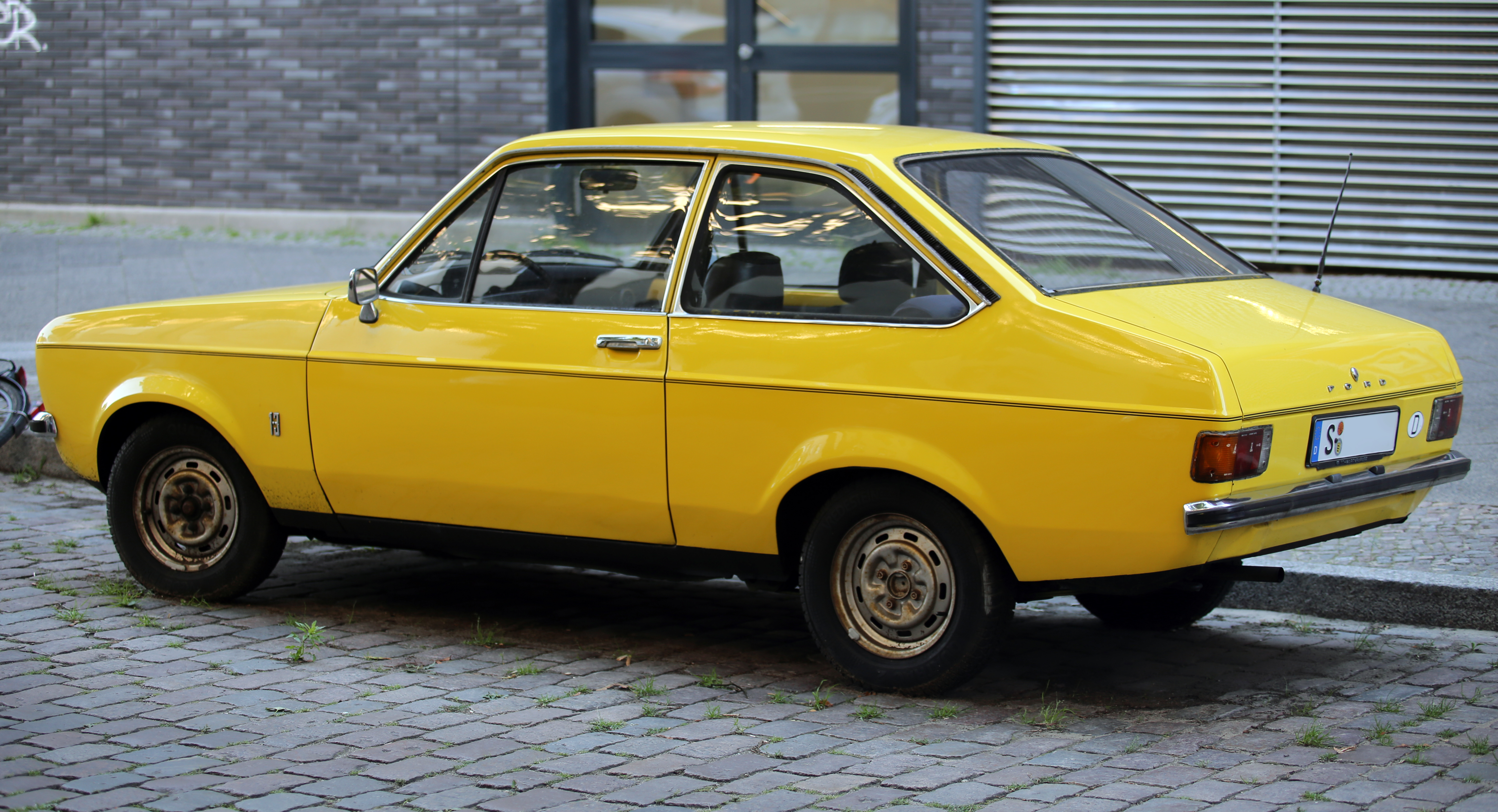
Ford Escort II - tył

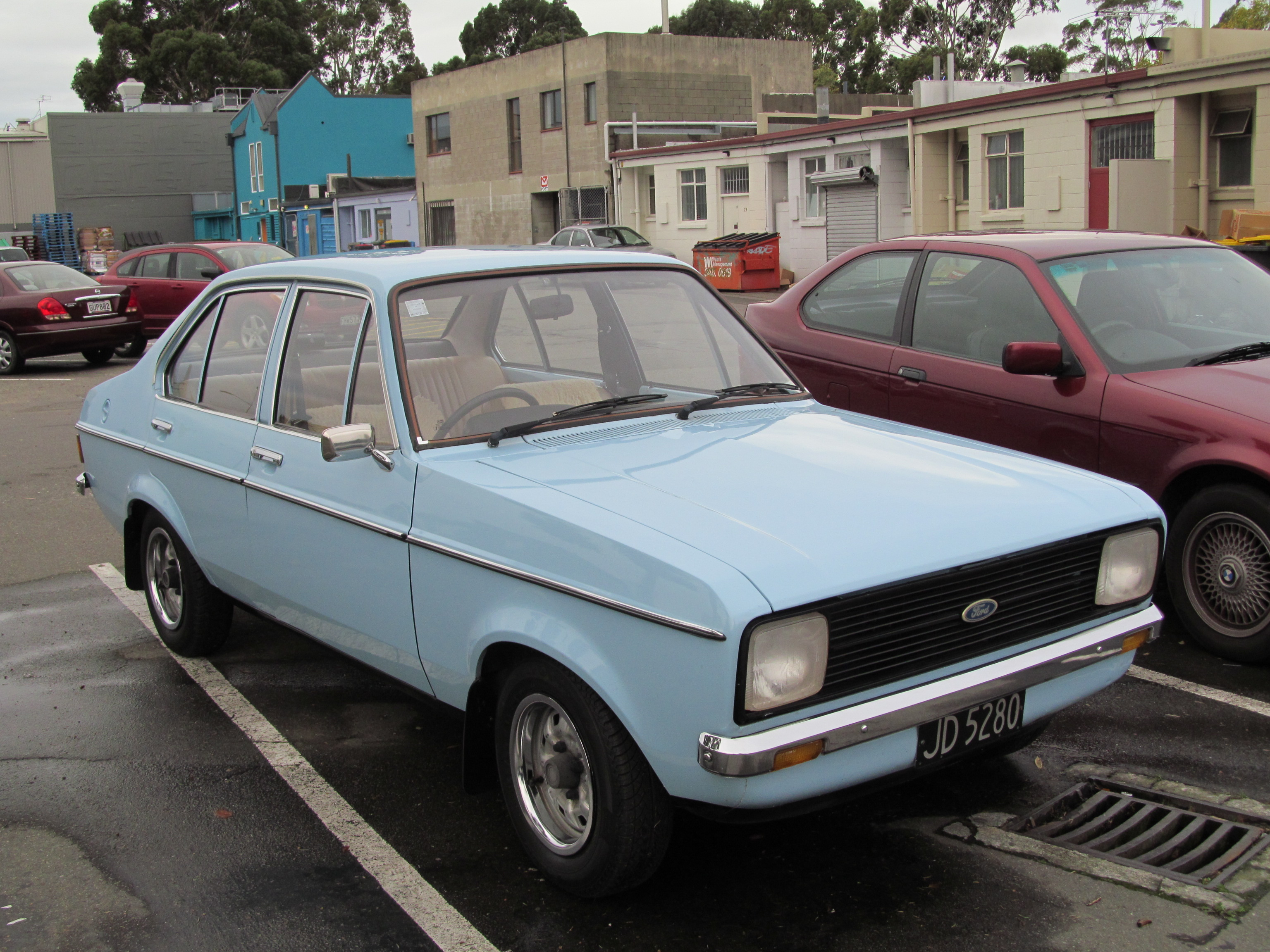
Ford Escort II Sedan po liftingu

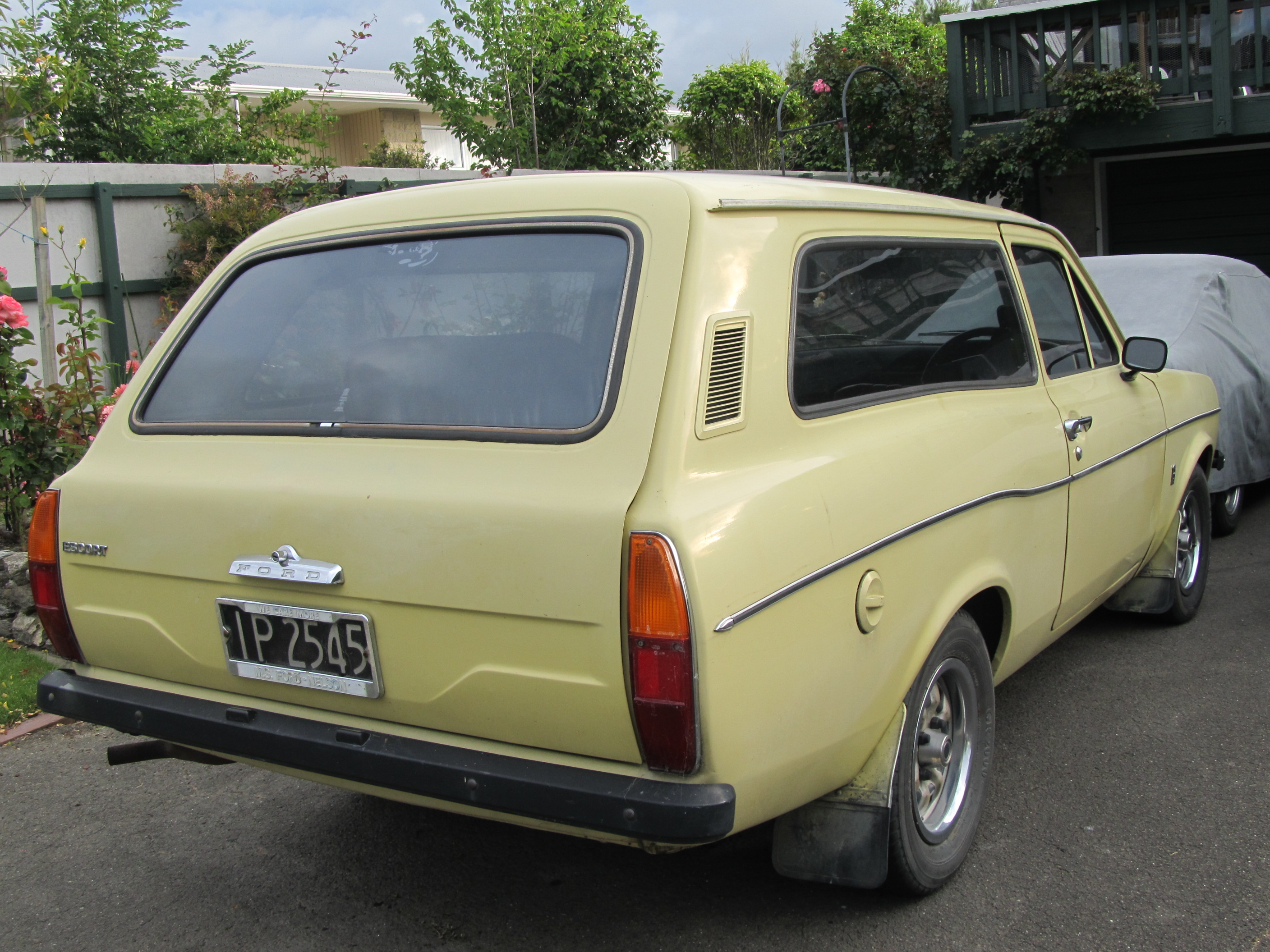
Ford Escort II Kombi

Ford Escort II zaprezentowany został po raz pierwszy w 1974 roku. 
Druga generacja Escorta w obszerny sposób odświeżyła i zmodernizowała koncepcję znaną z poprzedniego modelu. Podobnie jak przedstawiony w podobnym czasie Ford Capri, samochód zyskał bardziej zwarte proporcje nadwozia, z mniejszą ilością przetłoczeń. Głównym ozdobnikiem linii bocznej stała się podłużna czarna listwa, z kolei z tyłu pojawiły się większe niż poprzednio prostokątne lampy.
Z przodu pojawiła się większa, prostokątna atrapa chłodnicy, która tym razem obejmowała mniejsze, okrągłe reflektory. W zależności od wariantu wyposażeniowego, Escort II oferowany był z jedną lub dwiema parami reflektorów. Druga konfiguracja była spotykana w bogatszych i bardziej sportowych wersjach: Sport, RS Mexico i RS 2000.
Ford Escort II był drugim i ostatnim wcieleniem modelu, które oferowano w Australii i Nowej Zelandii. W 1980 roku zastąpił je tam nowy, lokalny model Laser.

### Lifting
W 1979 roku Escort II przeszedł obszerną modernizację, w ramach której z przodu pojawiły się nowe, większe reflektory. Zamiast dotychczasowego okrągłego kształtu, tym razem zyskały one kwadratową formę z nieznacznie zaokrąglonymi rogami.

### Wersje wyposażeniowe
- L
- GL
- Sport
- RS Mexico
- RS 2000

### Dane techniczne
| Wersja             | Silnik:                   | Układ zasilania:   | Średnica × skok tłoka: | St. sprężania:     | Moc maksymalna:                   | Maks. moment obrotowy      | 0-100 km/h:        | V-max:             |
| Silniki benzynowe: | Silniki benzynowe:        | Silniki benzynowe: | Silniki benzynowe:     | Silniki benzynowe: | Silniki benzynowe:                | Silniki benzynowe:         | Silniki benzynowe: | Silniki benzynowe: |
| ------------------ | ------------------------- | ------------------ | ---------------------- | ------------------ | --------------------------------- | -------------------------- | ------------------ | ------------------ |
| 1100 Popular       | R4 1,1 l (1098 cm³), OHV  | gaźnik             | 81,00 mm × 53,30 mm    | 9,0:1              | 42 KM (31 kW) przy 5300 obr./min  | 70 N•m przy 3000 obr./min  | b/d                | 126 km/h           |
| 1600 Sport         | R4 1,6 l (1598 cm³), OHV  | gaźnik             | 81,00 mm × 77,60 mm    | 9,0:1              | 85 KM (63 kW) przy 5500 obr./min  | 125 N•m przy 3500 obr./min | b/d                | b/d                |
| RS Mexico          | R4 1,6 l (1595 cm³), SOHC | gaźnik             | 87,70 mm × 66,00 mm    | 9,2:1              | 96 KM (71 kW) przy 5750 obr./min  | 125 N•m przy 4000 obr./min | b/d                | b/d                |
| RS1800             | R4 1,8 l (1845 cm³), DOHC | gaźnik             | 86,80 mm × 76,20 mm    | b/d                | 117 KM (86 kW) przy 6000 obr./min | 163 N•m przy 4000 obr./min | 9,0 s              | 179 km/h           |
| RS2000             | R4 2,0 l (1993 cm³), SOHC | gaźnik             | 90,80 mm × 77,00 mm    | 9,2:1              | 112 KM (82 kW) przy 5500 obr./min | 160 N•m przy 4000 obr./min | b/d                | b/d                |

## Trzecia generacja

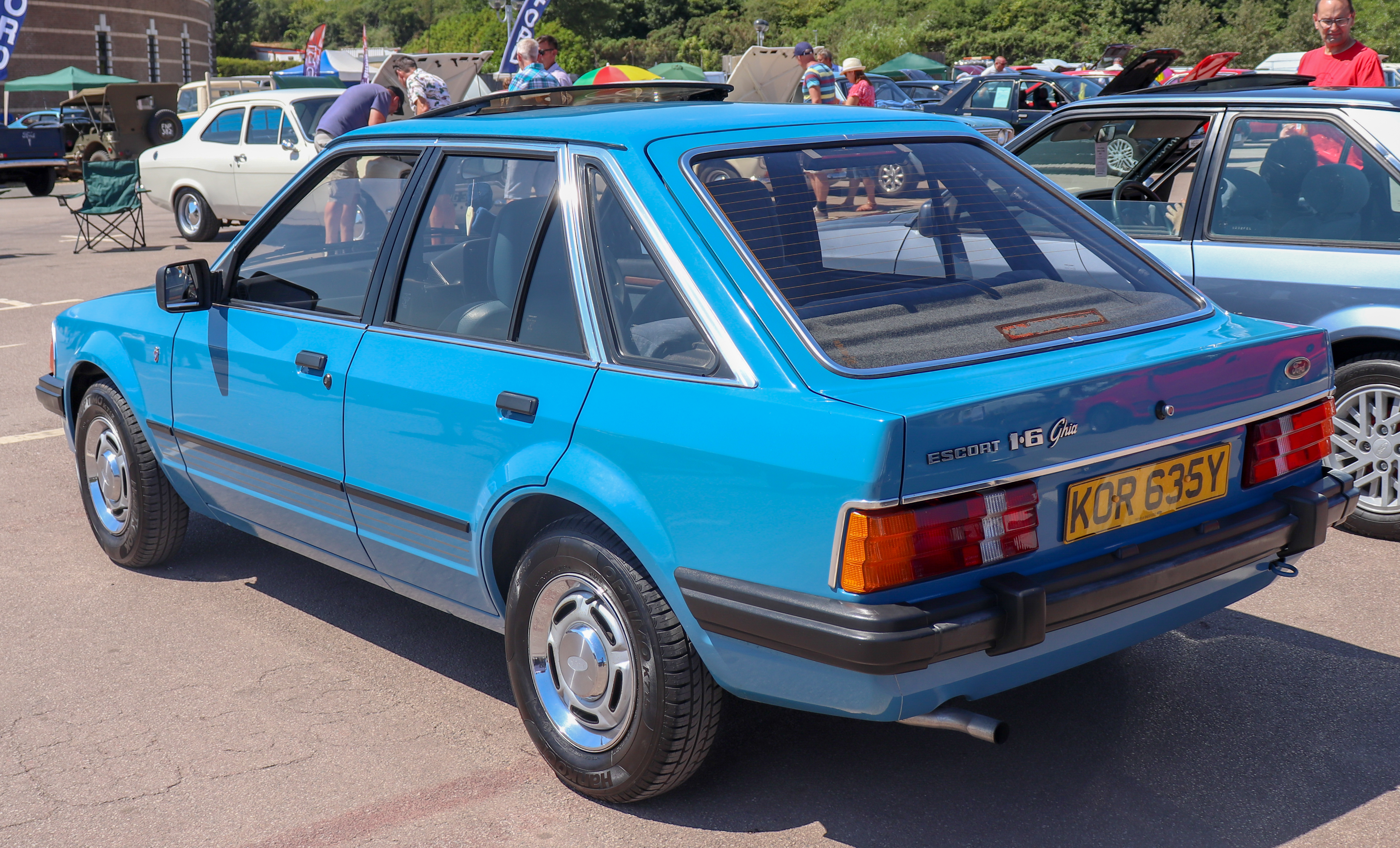
Ford Escort III - tył

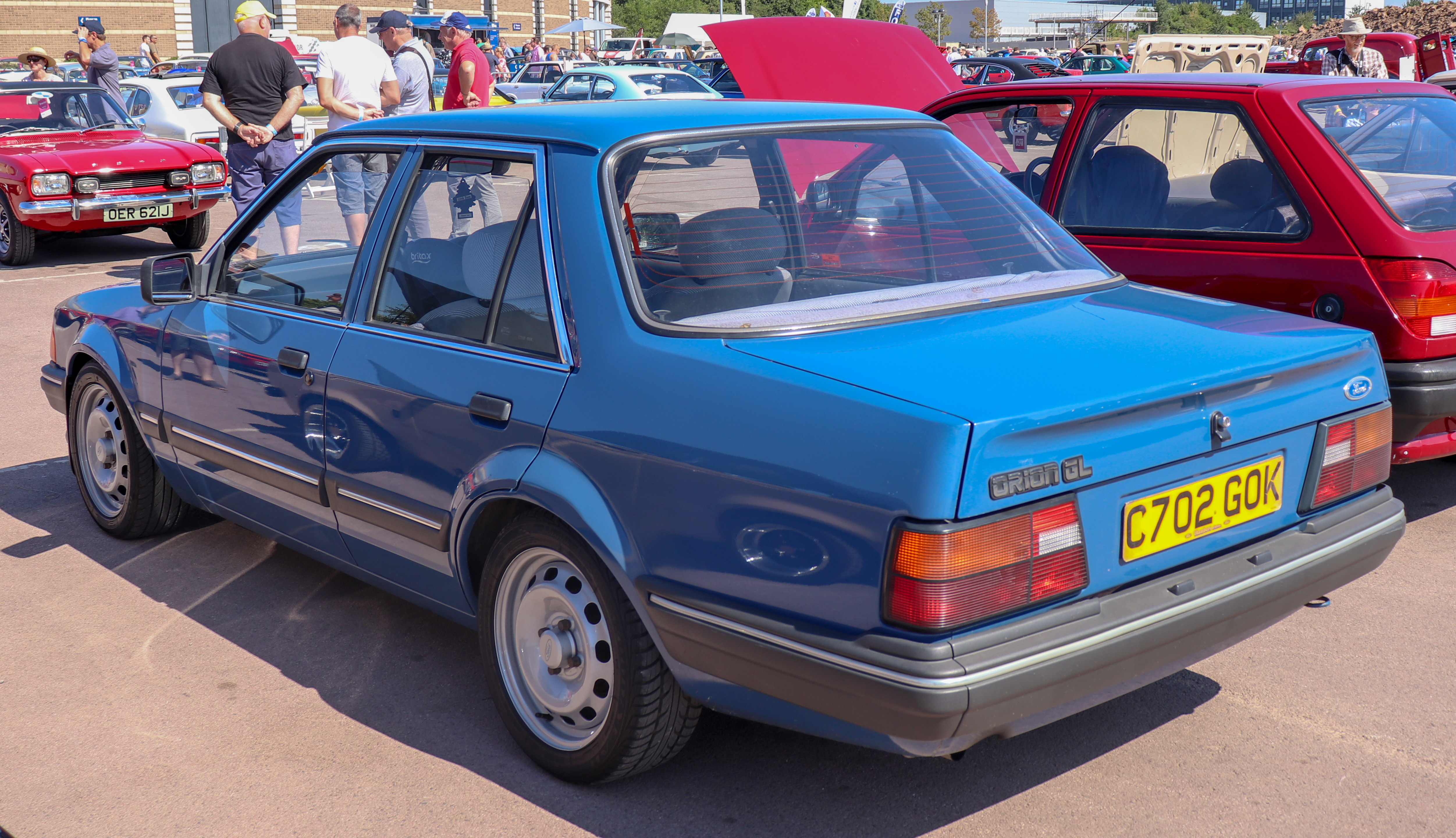
Ford Orion I

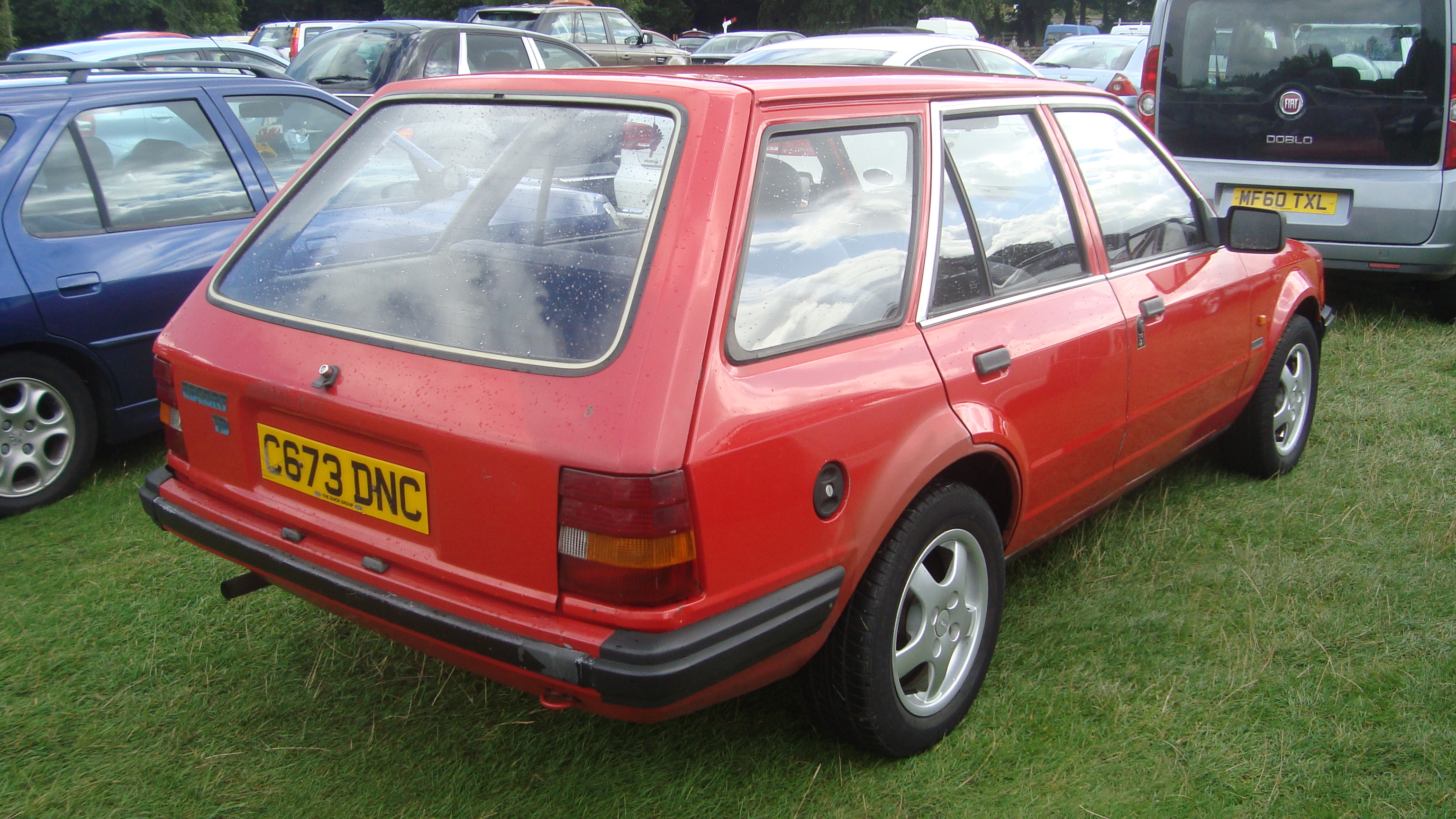
Ford Escort III Kombi

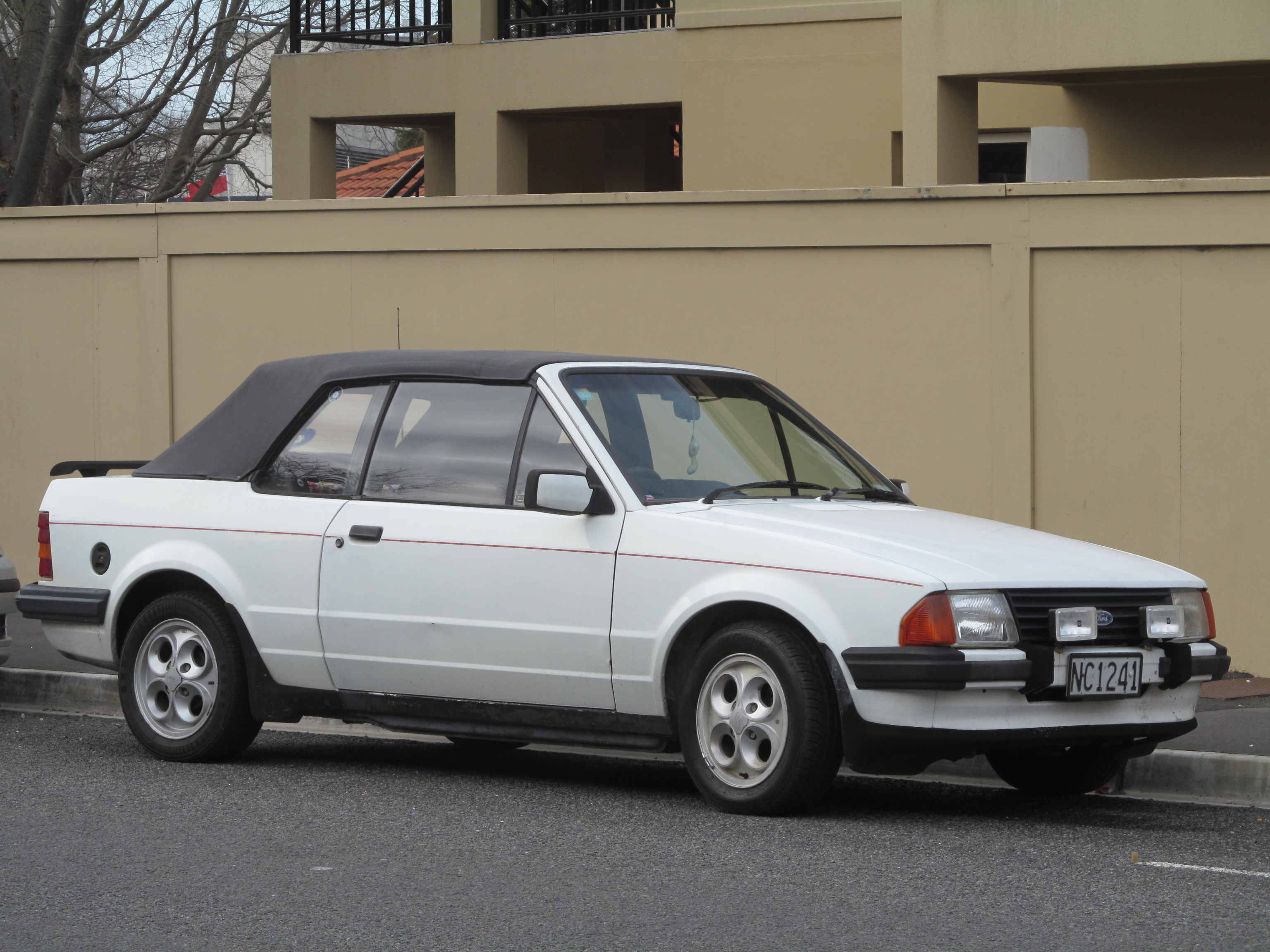
Ford Escort III Cabriolet

Ford Escort III został zaprezentowany po raz pierwszy w 1980 roku.
Trzecia generacja kompaktowego modelu Forda została tym razem opracowana jako model z myślą  wyłącznie o rynku europejskim, jako zupełnie nowa konstrukcja. Pojazd powstał na nowej, wydłużonej platformie, przez co stał się wyraźnie dłuższy, a także obszerniejszy w środku. Samochód uzyskał bardziej kanciasty kształt nadwozia, z wyraźnie zaznaczonymi trzema bryłami nadwozia. Z przodu pojawiły się duże, dwuczęściowe klosze reflektorów, z kolei tył dominowały większe, prostokątne lampy.
Po raz pierwszy w Escorcie zastosowano napęd na przednią oś. Nowością było także nadwozie typu liftback trzy lub pięciodrzwiowe, oferujące łatwiejszy dostęp do przedziału bagażowego. W plebiscycie na Europejski Samochód Roku 1981 samochód zajął 1. pozycję.
W październiku 1980 po raz pierwszy zaprezentowano wersję XR3 z silnikiem 1.6 l gaźnikowym o mocy 96 KM a następnie we wrześniu na salonie w Paryżu 1982 XR3i z silnikiem 1.6 l na wtrysku Bosch-a (K-Jetronic) o mocy 105KM. We wrześniu 1981 roku zaprezentowano 2-drzwiowy kabriolet. Wyczynowa wersja RS 1600 i ukazała się światu na Frankfurckim salonie we wrześniu 1981 i miała moc 115 KM.
Ofertę nadwoziową pod koniec 1982 roku uzupełniła także odmiana kombi. Wersja dostawcza tym razem oferowana była pod nazwą Escort Van tylko w Wielkiej Brytanii i Irlandii. Na pozostałych rynkach europejskich stosowano odtąd nową nazwę Ford Express.

### Orion
W sierpniu 1983 roku ofertę nadwoziową kompaktowego modelu Forda w Europie uzupełniła także wersja sedan, która tym razem otrzymała inną nazwę Ford Orion, będąc odtąd firmowaną jako odrębna linia modelowa. Kształt nadwozia, na czele z lampami, nawiązywał do większego modelu Cortina.

### Wersje wyposażeniowe
- L
- GL
- Ghia
- XR3

### Dane techniczne
| Wersja                | Silnik:                   | Układ zasilania:   | Średnica × skok tłoka: | St. sprężania:     | Moc maksymalna:                    | Maks. moment obrotowy      | 0-100 km/h:        | V-max:             |
| Silniki benzynowe:    | Silniki benzynowe:        | Silniki benzynowe: | Silniki benzynowe:     | Silniki benzynowe: | Silniki benzynowe:                 | Silniki benzynowe:         | Silniki benzynowe: | Silniki benzynowe: |
| --------------------- | ------------------------- | ------------------ | ---------------------- | ------------------ | ---------------------------------- | -------------------------- | ------------------ | ------------------ |
| 1.1                   | R4 1,1 l (1117 cm³), SOHC | gaźnik             | 74,00 mm × 65,00 mm    | 9,5:1              | 51 KM (37 kW) przy 5000 obr./min   | 84 N•m przy 2700 obr./min  | 15,2 s             | 144 km/h           |
| 1.1BC                 | R4 1,1 l (1117 cm³), SOHC | gaźnik             | 73,90 mm × 64,98 mm    | 8,5:1              | 55 KM (40 kW) przy 5700 obr./min   | 82 N•m przy 2700 obr./min  | b/d                | 146 km/h           |
| 1.1HC                 | R4 1,1 l (1117 cm³), SOHC | gaźnik             | 73,90 mm × 64,98 mm    | 9,5:1              | 59 KM (43 kW) przy 6000 obr./min   | 86 N•m przy 4000 obr./min  | b/d                | 149 km/h           |
| 1.3                   | R4 1,3 l (1297 cm³), SOHC | gaźnik             | 80,00 mm × 64,50 mm    | 9,5:1              | 70 KM (51,5 kW) przy 6000 obr./min | 100 N•m przy 3500 obr./min | 11,9 s             | 157 km/h           |
| 1.6                   | R4 1,6 l (1597 cm³), SOHC | gaźnik             | 80,00 mm × 79,50 mm    | 9,5:1              | 80 KM (59 kW) przy 5800 obr./min   | 125 N•m przy 3000 obr./min | 11,3 s             | 167 km/h           |
| XR3                   | R4 1,6 l (1597 cm³), SOHC | gaźnik             | 80,00 mm × 79,50 mm    | 9,5:1              | 97 KM (72 kW) przy 6000 obr./min   | 132 N•m przy 4000 obr./min | b/d                | 182 km/h           |
| XR3i                  | R4 1,6 l (1597 cm³), SOHC | wtrysk             | 79,90 mm × 79,50 mm    | 9,5:1              | 105 KM (72 kW) przy 6000 obr./min  | 141 N•m przy 4000 obr./min | b/d                | 186 km/h           |
| RS1600i               | R4 1,6 l (1597 cm³), SOHC | gaźnik             | 79,90 mm × 79,50 mm    | 9,9:1              | 115 KM (72 kW) przy 6000 obr./min  | 151 N•m przy 5250 obr./min | b/d                | 188 km/h           |
| Silniki wysokoprężne: |                           |                    |                        |                    |                                    |                            |                    |                    |
| 1.6                   | R4 1,6 l (1608 cm³), SOHC | wtrysk             | 80,00 mm × 80,00 mm    | 21,5:1             | 55 KM (40 kW) przy 4800 obr./min   | 95 N•m przy 3000 obr./min  | b/d                | 146 km/h           |

## Czwarta generacja

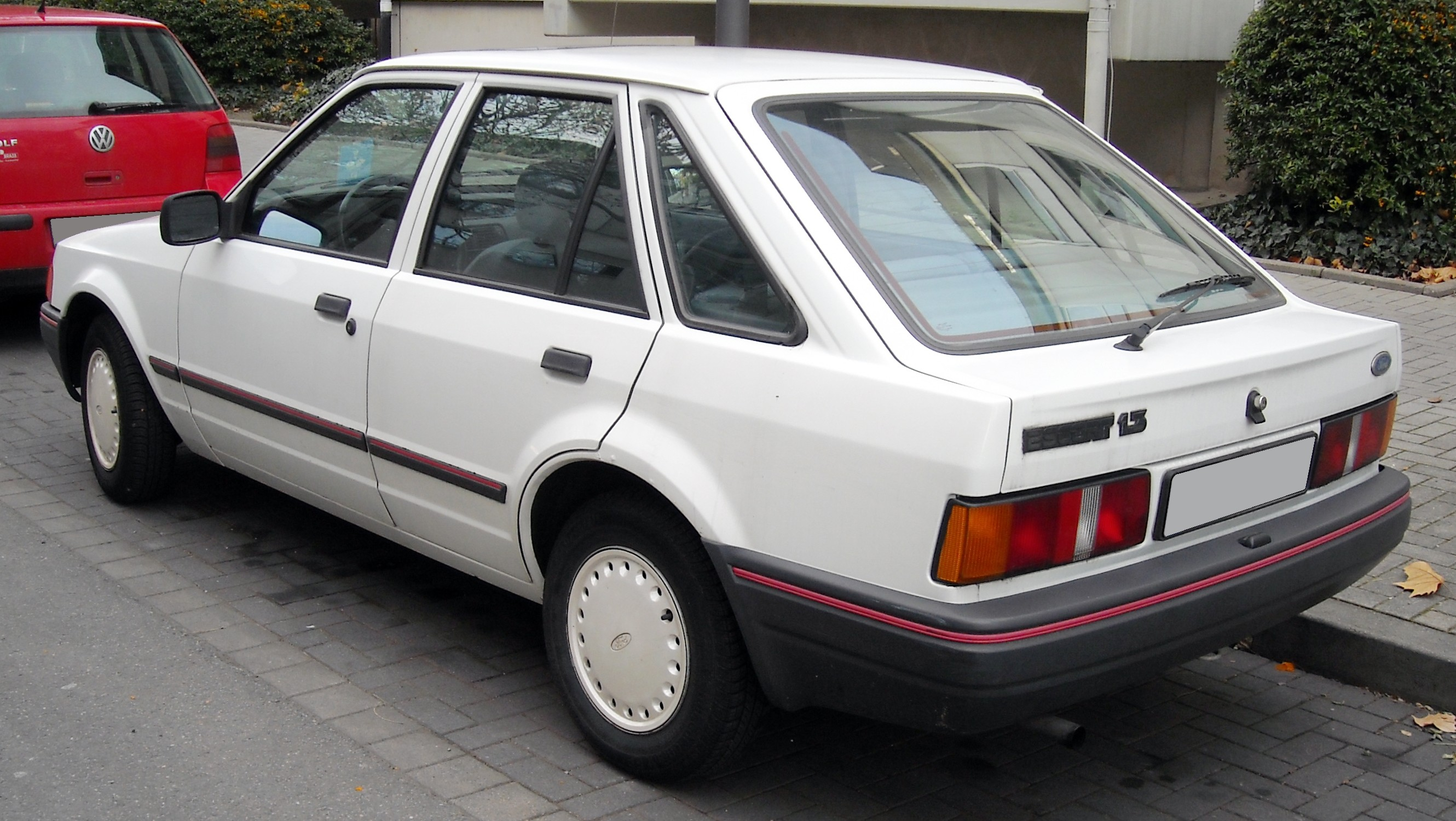
Ford Escort IV - tył

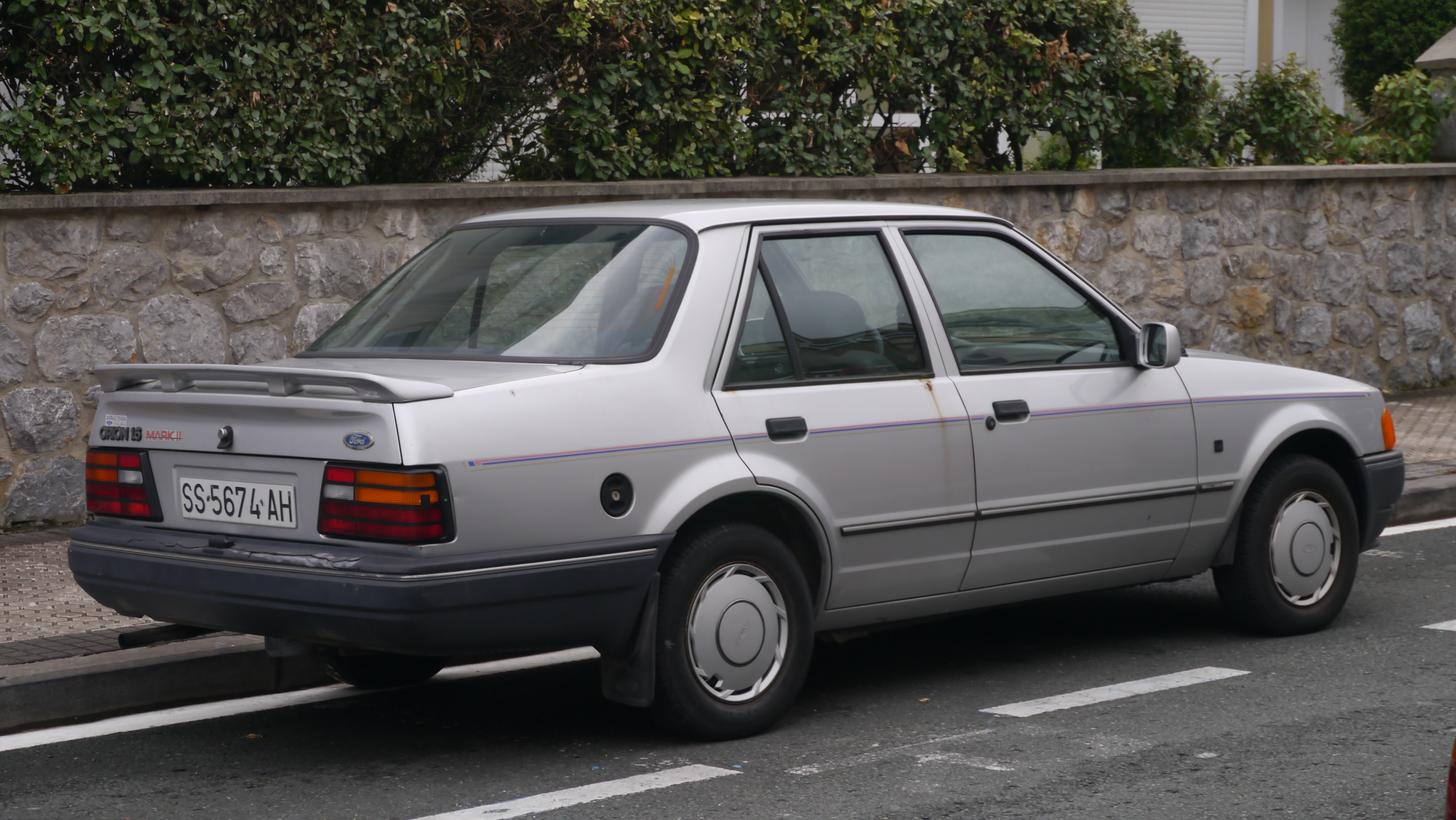
Ford Orion II

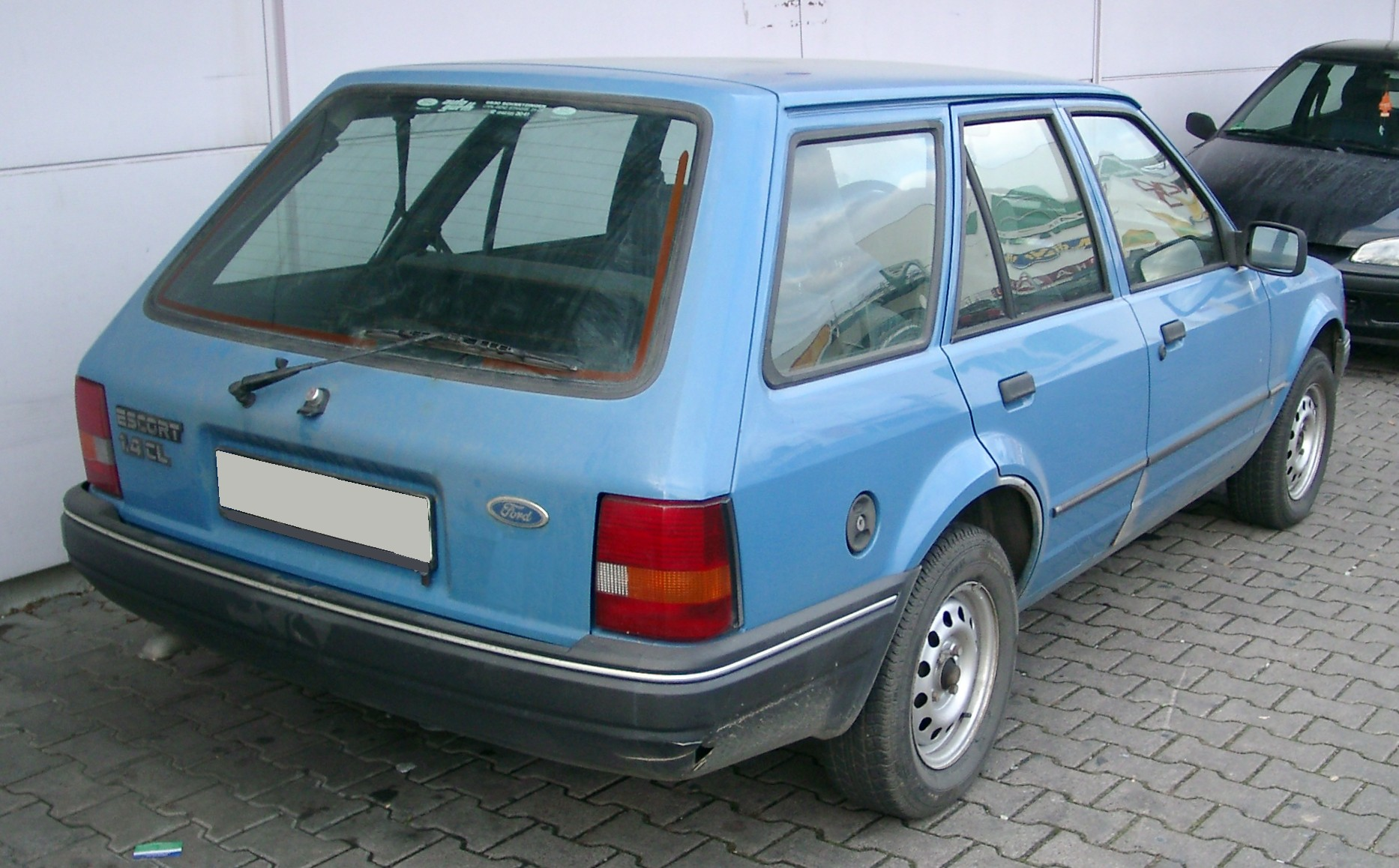
Ford Escort IV Kombi

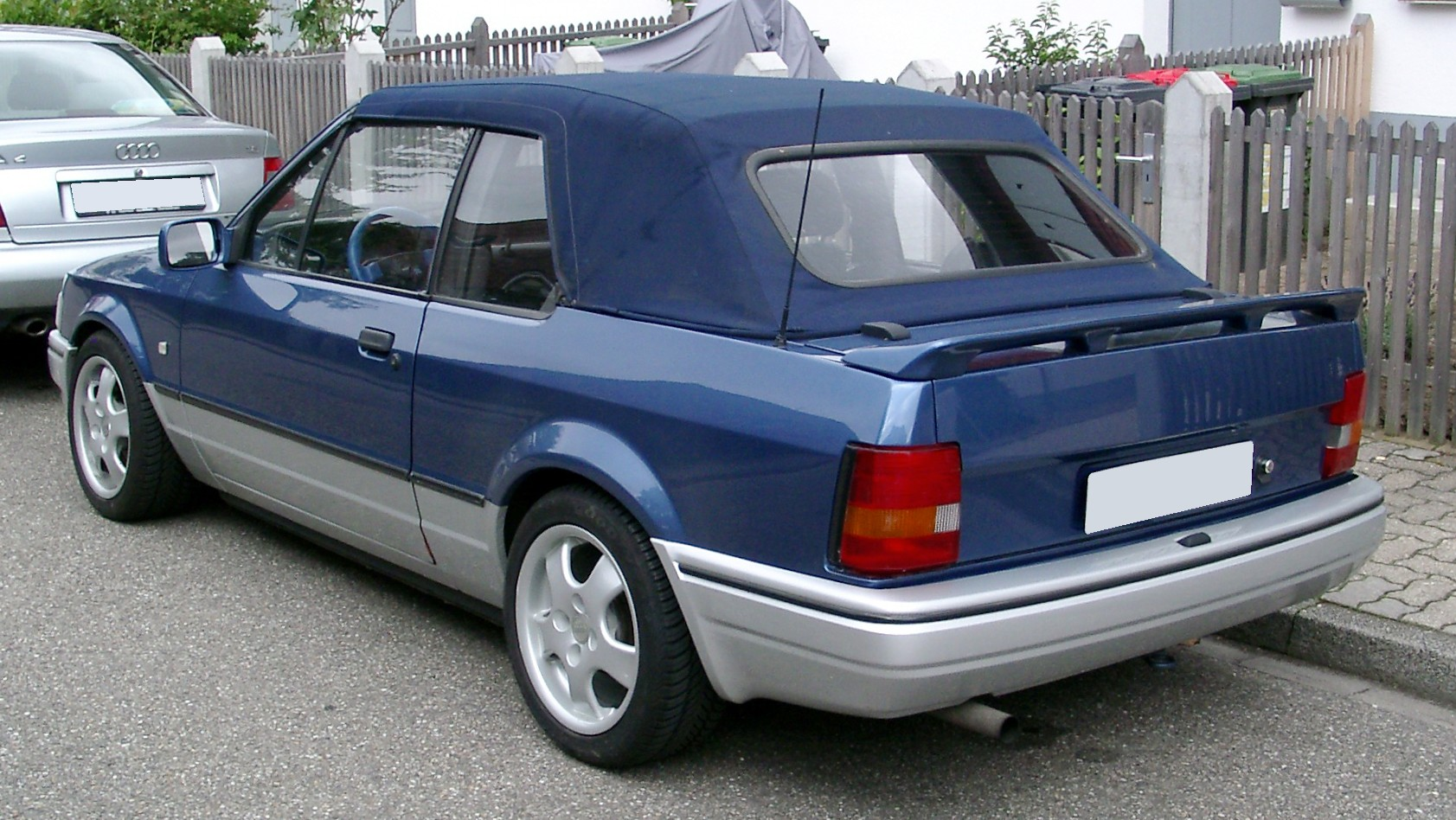
Ford Escort IV Cabriolet

Ford Escort IV została zaprezentowana po raz pierwszy w 1986 roku.
Opracowując czwartą generację europejskiego Forda Escorta, producent zdecydował się gruntownie zmodernizować poprzednika, poddając go de facto jedynie obszernej restylizacji. Przyniosła ona bardziej aerodynamiczne proporcje i łagodniejsze linie. Z przodu pojawiła się znaznie mniejsza atrapa chłodnicy z logo umieszczonym tym razem na masce, a także przemodelowany kształt reflektorów. Tylną część nadwozia zdobiły tym razem lampy o gładszej strukturze, a na nadwoziu po raz pierwszy zamontowano większe, plastikowe zderzaki. 
Zmiany wizualne w mniejszym stopniu objęły wersje nadwoziowe kombi oraz kabriolet, w których tylna część nadwozia zachowała taki sam wygląd, co w przypadku poprzedniej, trzeciej generacji, będącej modelem przed restylizacją. Podobnie jak poprzednio, wersja dostawcza nosiła na większości rynków Europy nazwę 'Express.
Pod kątem technicznym, pod maską pojawiła się nowa jednostka napędowa o pojemności 1.4 l. W 1989 roku w aucie zamontowano nowy silnik Diesla o pojemności 1.8 l. Do innych zmian należało zastąpienie modelu XR3 z układem gaźnikowym, przez model XR3i, w którym zastosowano wtrysk paliwa w systemie K-Jetronic. Najmocniejsza wersja RS Turbo z silnikiem o mocy 132 KM (często legitymująca się mocą 145-150 KM) sterowana była systemem wtrysku KE-Jetronic.

### Orion
Podobnie jak w przypadku poprzednika, Escort IV w wersji sedan produkowany był pod oddzielną nazwą Orion. Kolejna odsłona w ramach zmian wizualnych otrzymała tylne lampy o wygładzonej strukturze, a także większe zderzaki i łagodniejsze kanty.

### Wersje wyposażeniowe
- L
- LX
- GL
- Ghia
- XR3i
- RS Turbo

### Silnik
- L4 1.2l Valencia
- L4 1.2l HCS
- L4 1.3l 1.3l Valencia
- L4 1.3l HCS
- L4 1.3l CVH
- L4 1.6l CVH
- L4 1.6l CVH Turbo
- L4 1.6l LT Diesel
- L4 1.7l Lynx Diesel

## Piąta generacja

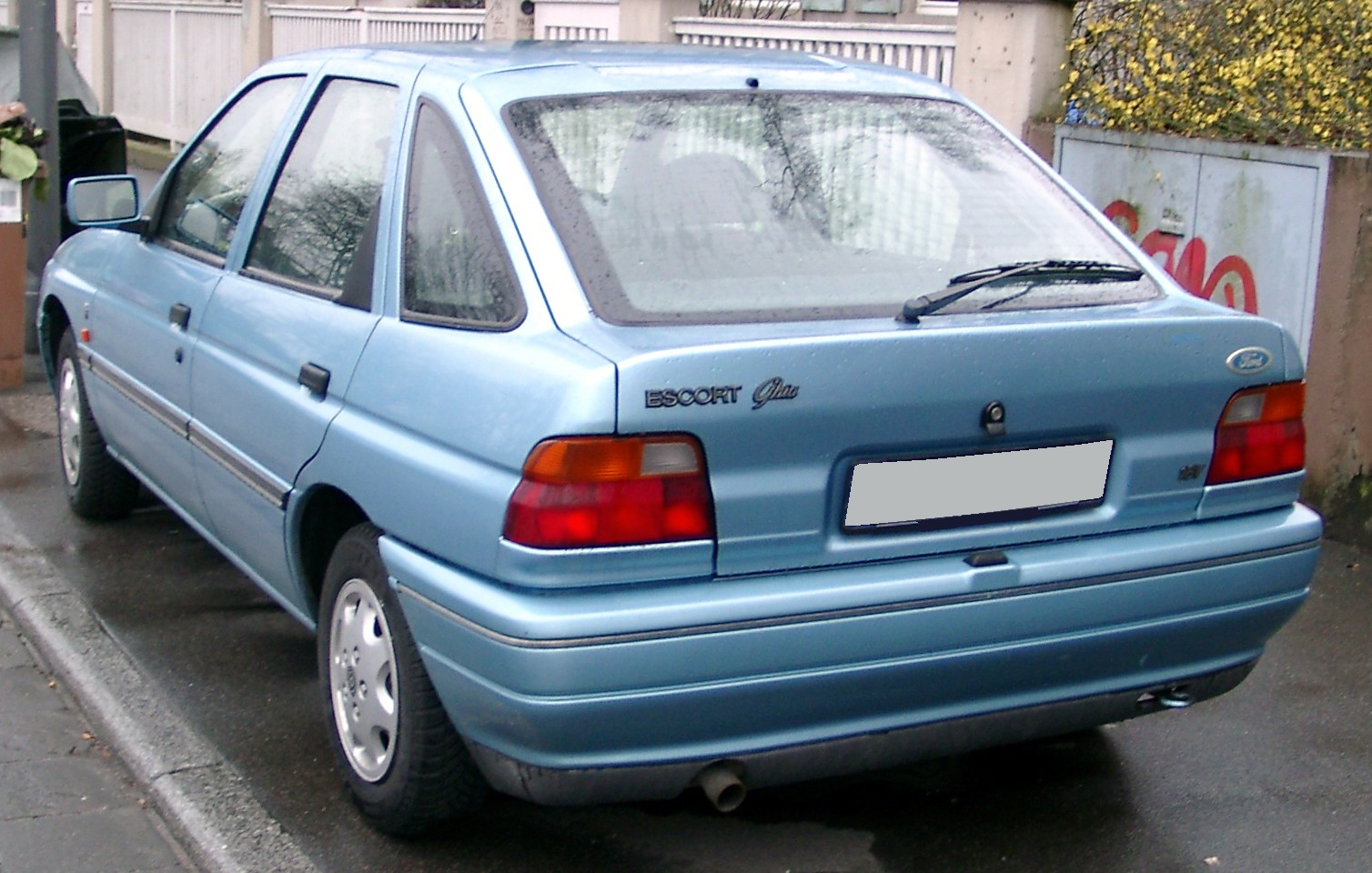
Ford Escort V - tył

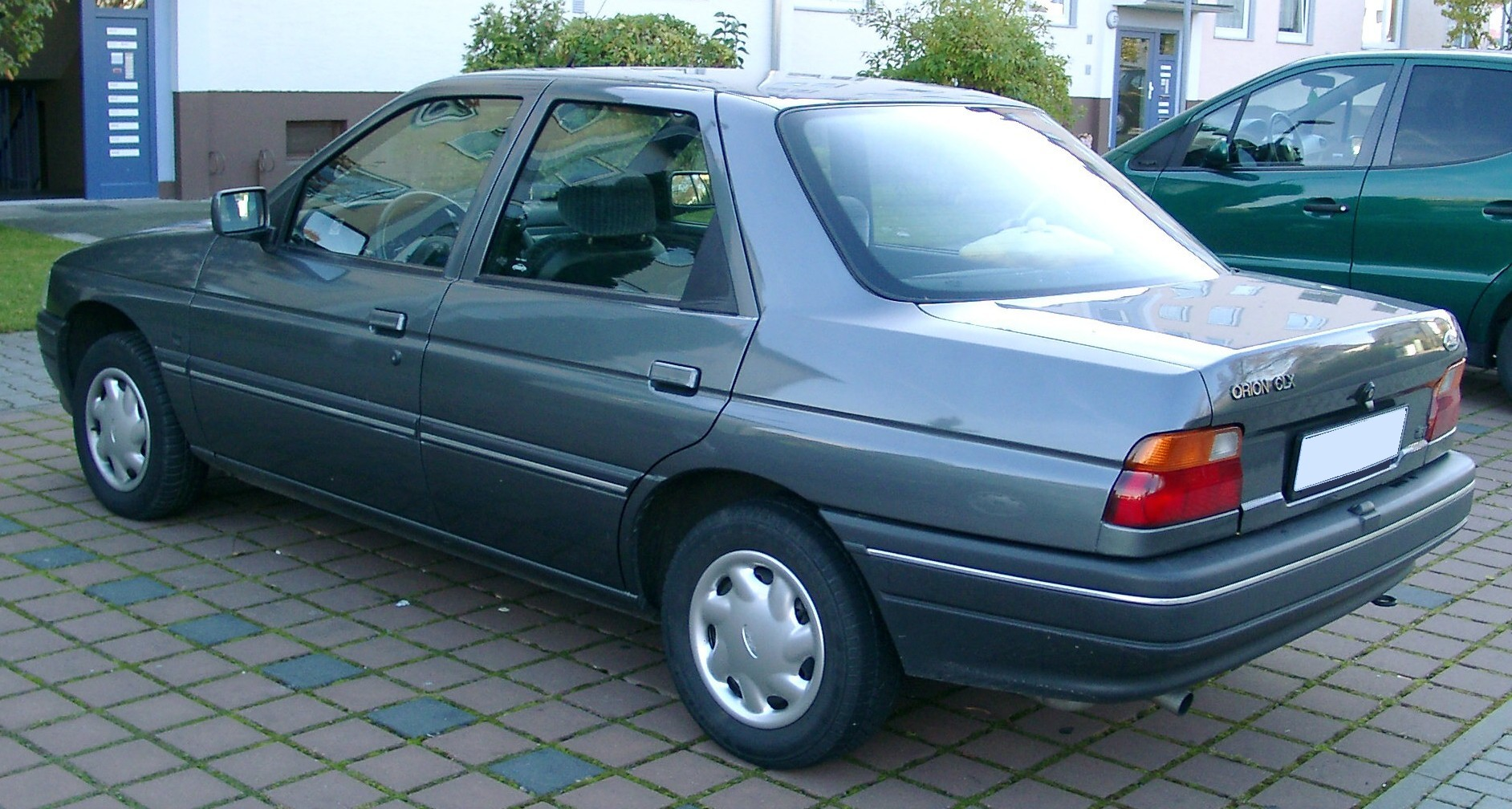
Ford Orion III

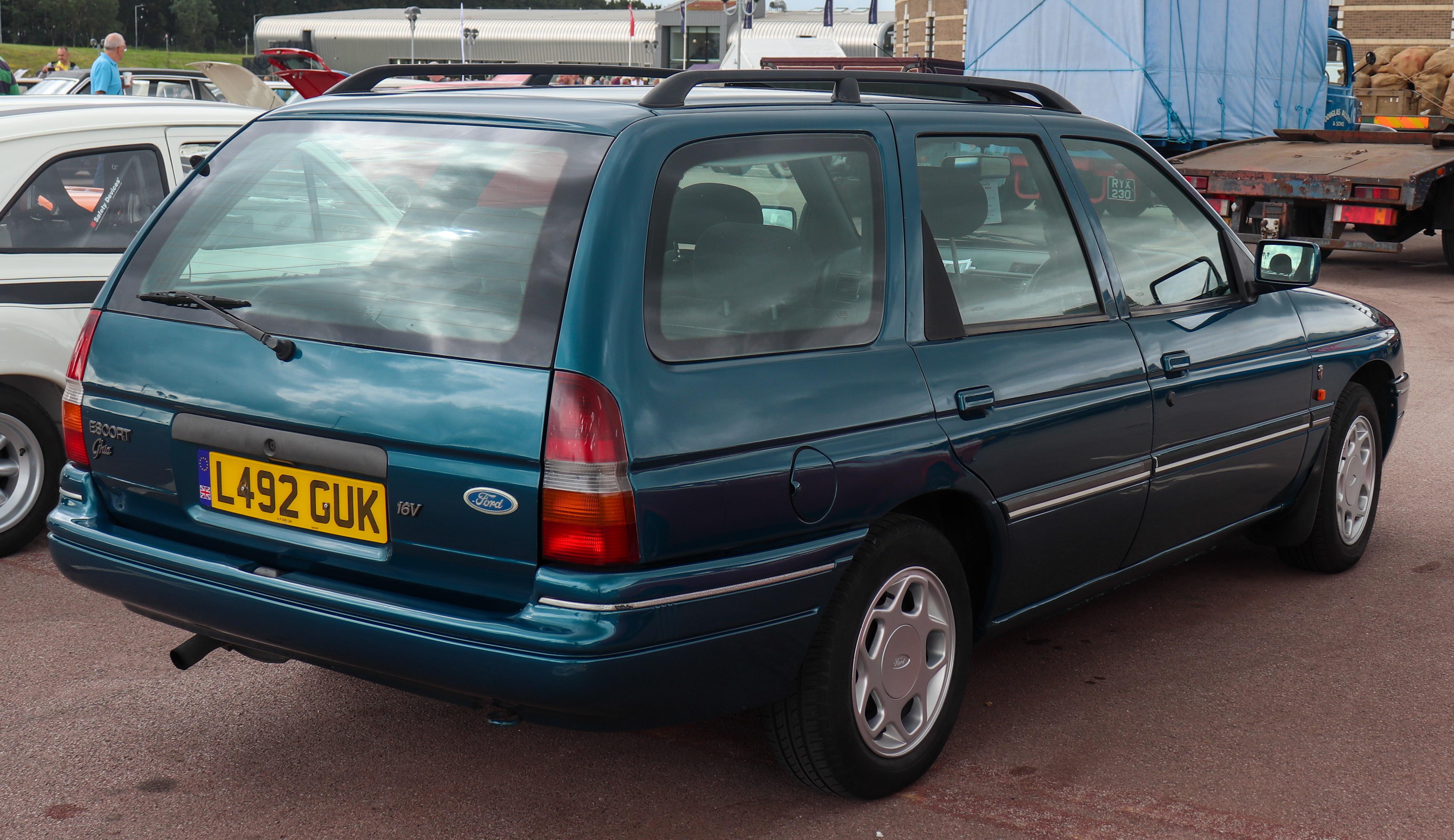
Ford Escort V Kombi

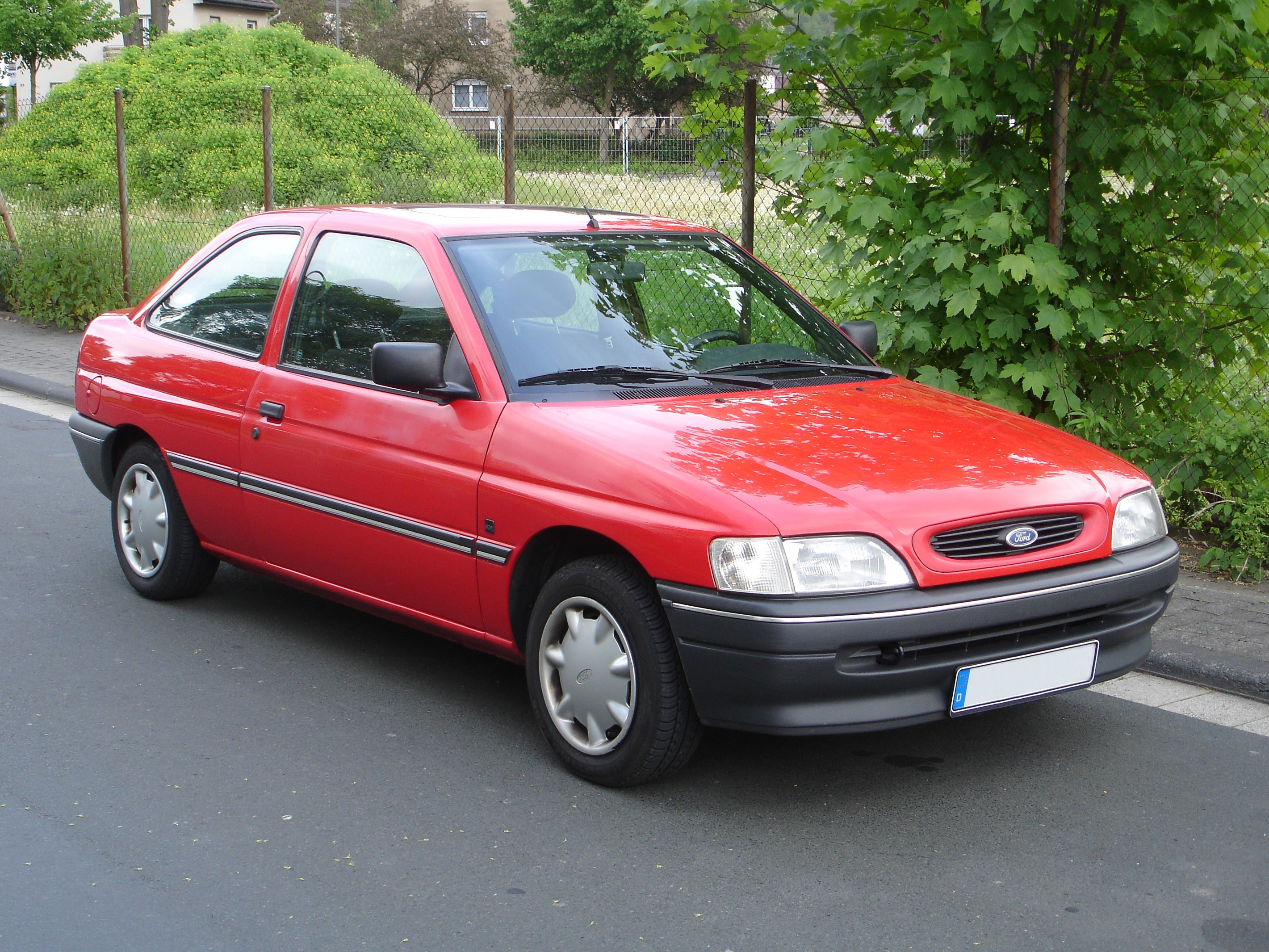
Ford Escort V po liftingu

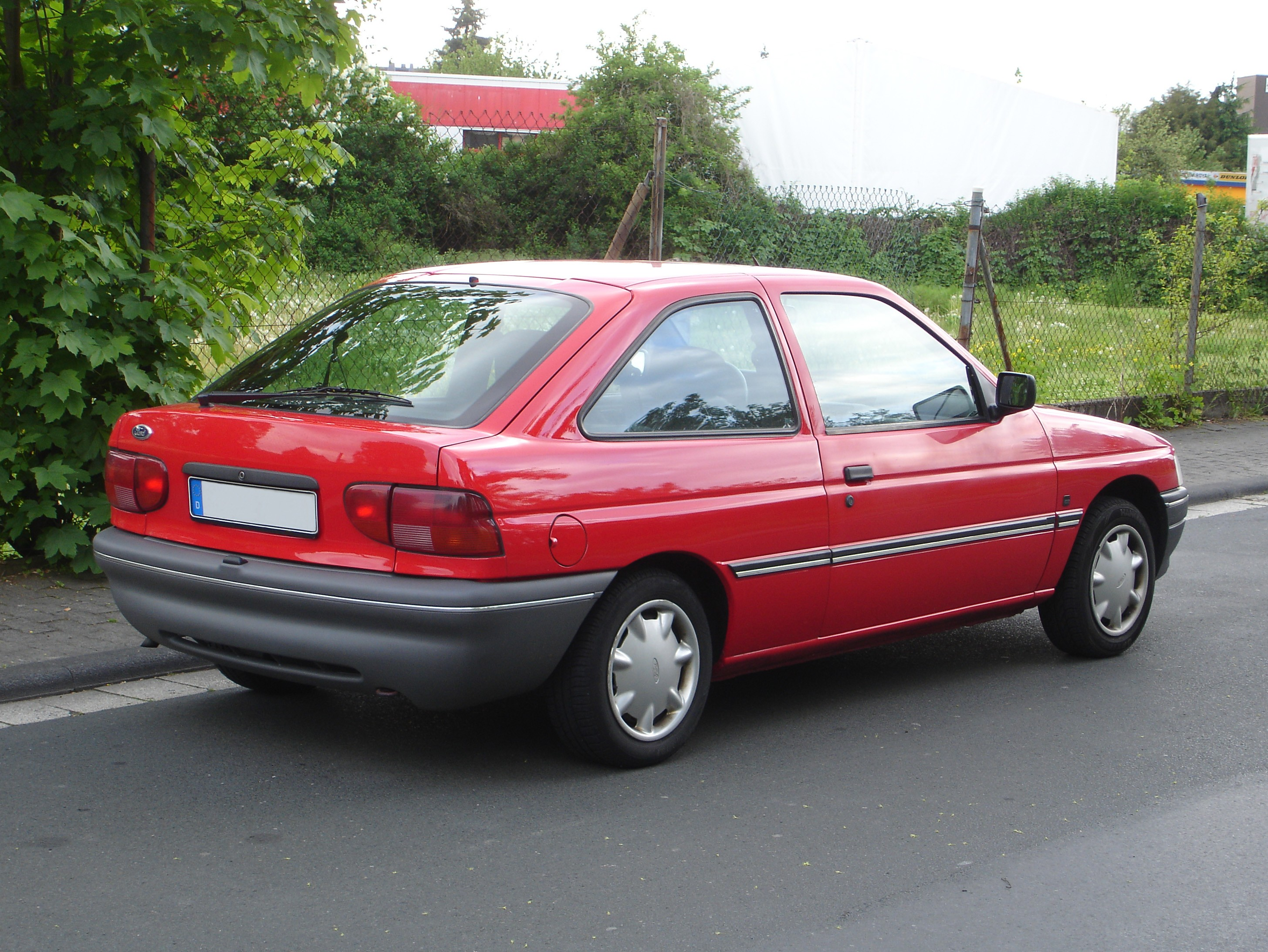
Ford Escort V - tył po liftingu

Ford Escort V został zaprezentowany po raz pierwszy w 1990 roku.
Opracowując piątą generację Escorta, europejski oddział Forda zbudował kompaktowy model według zupełnie nowej koncepcji. Samochód powstał na nowej platformie, zyskując nowocześniejsze, bardziej zaokrąglone proporcje z łagodniejszymi kantami. Z przodu pojawiły się większe, bardziej podłużne reflektory w stylu większego modelu Sierra, z kolei z tyłu pojawiły się mniejsze, prostokątne lampy. Panele boczne zdobiły tym razem wyraźniej zaznaczone, biegnące przez całą długość nadwozia przetłoczenia.
Duże zmiany wizualne, poza kabrioletem, przeszła wersja kombi. Zyskała ona charakterystycznie obły, zaokrąglony dach, a także podłużne tylne lampy i dużą, znacznie przestronniejszą przestrzeń nadwoziową.

### Orion
Oferta nadwoziowa piątej generacji europejskiego Forda Escorta po raz trzeci i zarazem po raz ostatni została uzupełniona także o odmianę sedan o innej, odrębnej nazwie Ford Orion. Zyskała ona wyraźnie zaznaczony bagażnik o podłużnej bryle. We wrześniu 1993 roku wycofano nazwę Orion dla wersji sedan i włączono ją w gamę Escorta. W Brazylii samochód był produkowany jako druga generacja dotychczasowej lokalnej linii modelowej Verona.

### Lifting
Jesienią 1992 roku Ford przedstawił Escorta piątej generacji po obszernej restylizacji, która objęła zarówno wygląd pasa przedniego, jak i tylnego. Z przodu pojawiły się większe reflektory i inny kształt zderzaka, a także charakterystyczna, owalna atrapa chłodnicy z umieszczonym na nim logo producenta. Z tyłu z kolei producent zamontował szersze, dwuczęściowe lampy obejmujące tym razem także klapę bagażnika.

### Wersje wyposażeniowe
- Encore
- LX
- Ghia
- Si
- XR3i

#### Silniki
- L4 1.3l HCS 60 KM
- L4 1.4lCFi CVH 71 KM
- L4 1.4l EFi CVH 75 KM
- L4 1.6l G/H CVH 90 KM
- L4 1.6l EFi CVH 105 KM
- L4 1.6l EFi Zetec 90 KM
- L4 1.8l EFi Zetec 105 KM
- L4 1.8l EFi Zetec 115 KM
- L4 1.8l EFi Zetec 130 KM
- L4 1.8l D Endura D Diesel 60 KM
- L4 1.8l TD Endura D Diesel 70 KM
- L4 1.8l TD Endura D  Diesel 75 KM
- L4 1.8l TD Endura D  Diesel 90 KM
- L4 2.0l EFi DOHC 150 KM
- L4 2.0l 16V Cosworth YBT Turbo 220 KM

## Szósta generacja

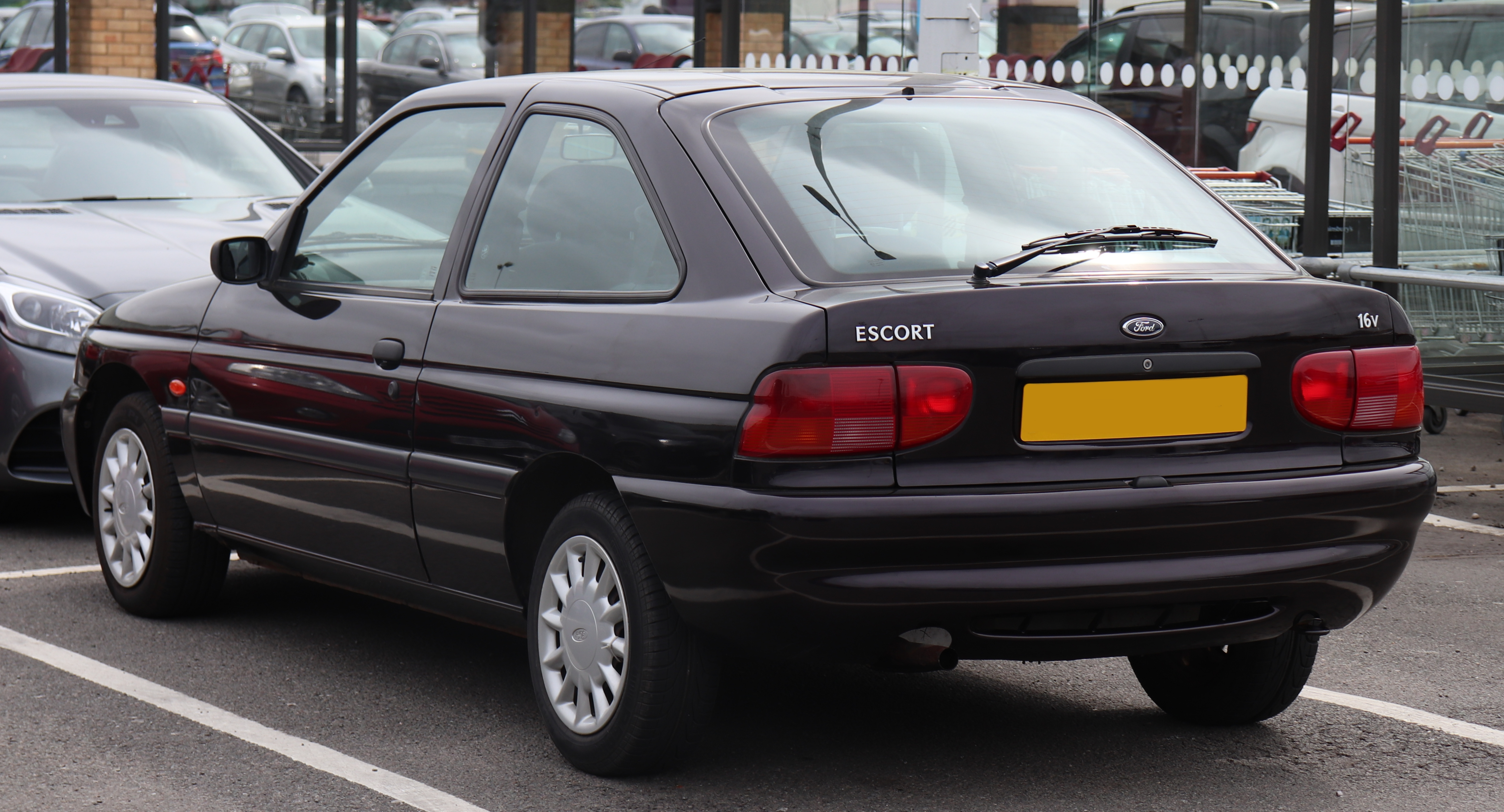
Ford Escort VI - tył

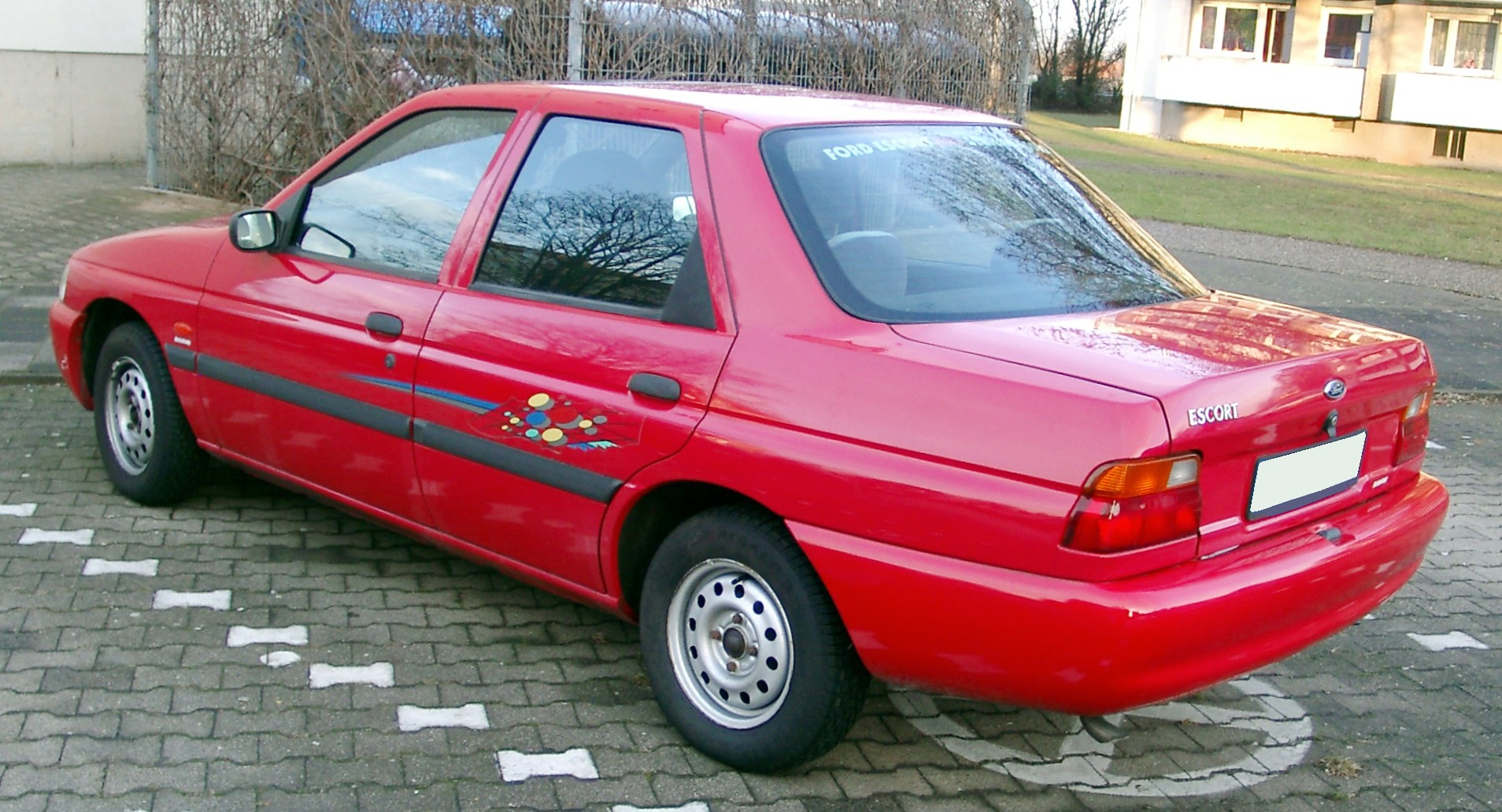
Ford Escort VI Sedan

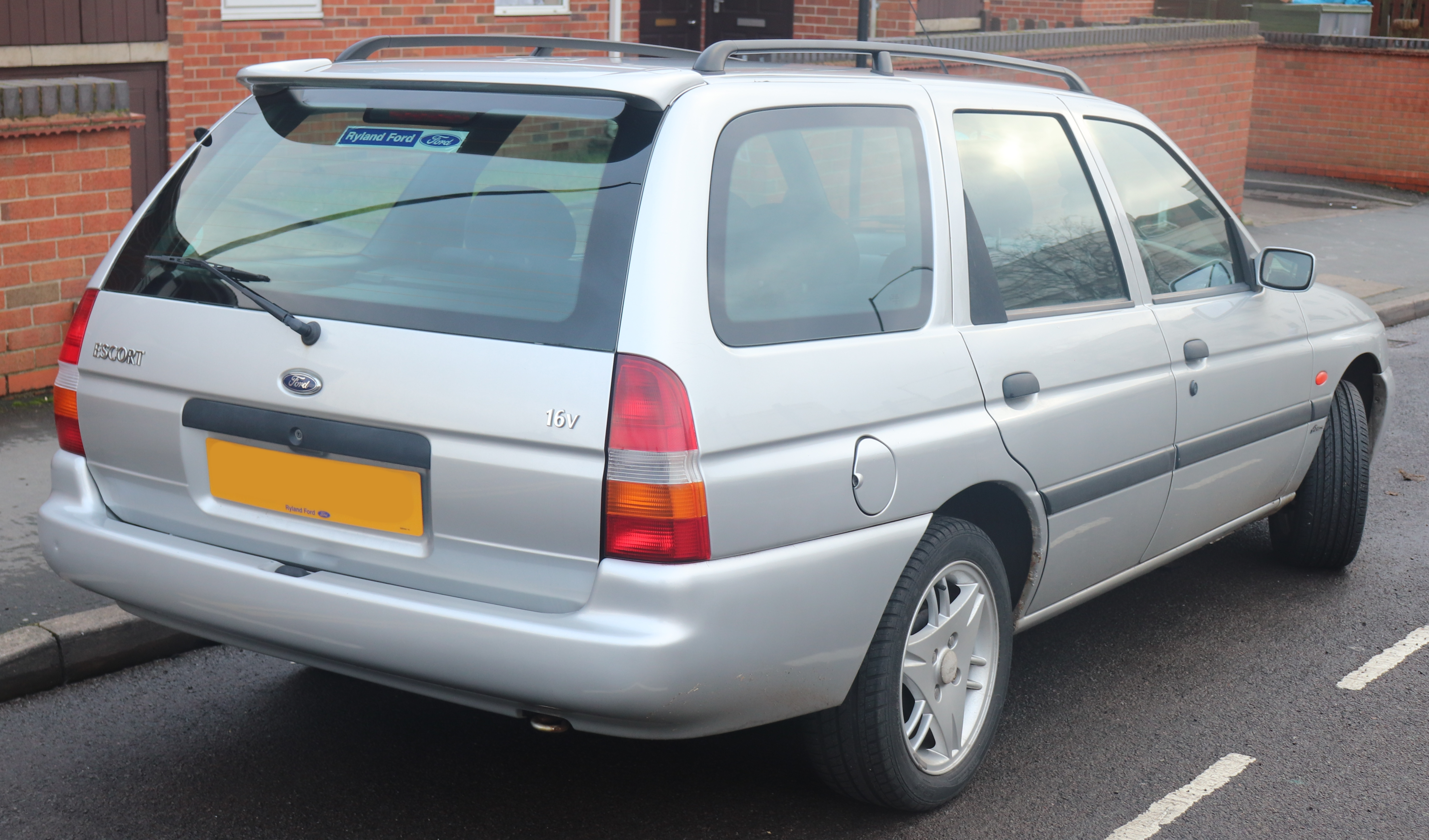
Ford Escort VI Kombi

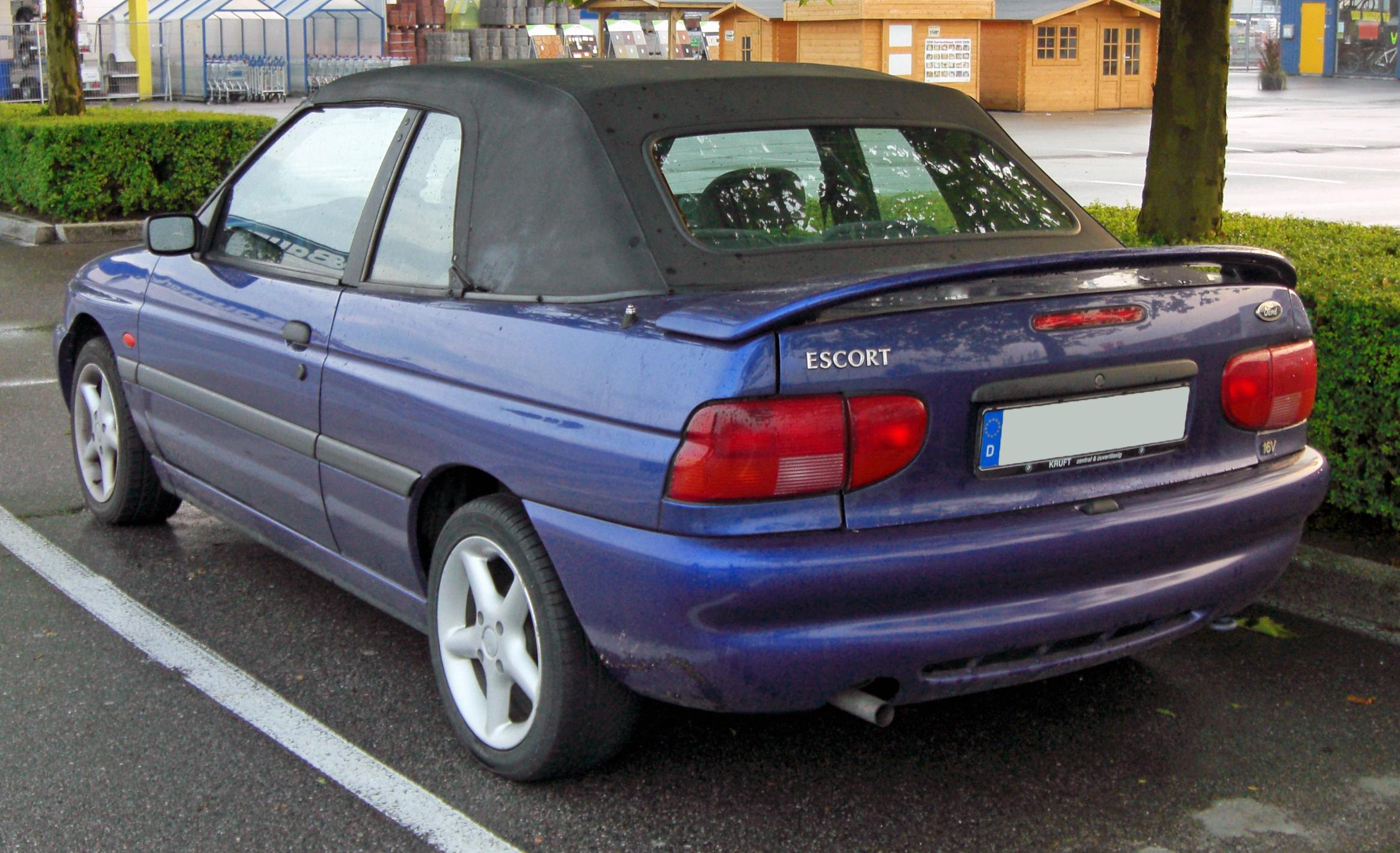
Ford Escort VI Cabriolet

Ford Escort VI został zaprezentowany po raz pierwszy w 1995 roku.
Szósta i zarazem ostatnia odsłona europejskiego Forda Escorta, podobnie jak czwarta generacja wobec poprzednika, była jedynie nieznacznie zmodernizowanym modelem piątej generacji. W ramach obszernego face liftingu zmienił się praktycznie jedynie wygląd przedniego pasa, gdzie pojawiły się mniejsze, zaokrąglone u wewnętrznych krawędzi reflektory, a także charakterystyczna, owalna atrapa chłodnicy. 
Ponadto, producent zdecydował się wprowadzić nowy projekt deski rozdzielczej. W 1996 w wyposażeniu standardowym znalazła się poduszka kierowcy oraz wspomaganie kierownicy. 
Gama nadwoziowa była równie obszerna, co w przypadku poprzednika w ostatnich latach produkcji, i składała się z 3 i 5-drzwiowego liftbacka, 4-drzwiowego sedana, 5-drzwiowego kombi oraz 2-drzwiowego kabrioletu. Ponadto, na rynku Wielkiej Brytanii i Irlandii ofertę uzuepełnił także dostawczy furgon o nazwie Escort Van, który na pozostałych rynkach europejskich nosił nazwę Ford Express i produkowany był do 2002 roku.

### Koniec produkcji i następca
Choć już w 1998 roku Ford przedstawił zupełnie nowy model Focus, który docelowo miał zastąpić Escorta VI, to modele oferowano równolegle przez kolejne dwa lata aż do lipca 2000 roku. Wyjątkiem był rynek argentyński, gdzie z przeznaczeniem na lokalny rynek Ford Escort był produkowany dłużej, do 2004 roku.

#### Wersje wyposażeniowe
- Bis
- L
- LX
- CLX
- Si
- Ghia
- Ghia X
- Bolero

### Dane techniczne
| Wersja             | Silnik:                   | Układ zasilania:   | Średnica × skok tłoka: | St. sprężania:     | Moc maksymalna:                    | Maks. moment obrotowy     | 0-100 km/h:        | V-max:             |
| Silniki benzynowe: | Silniki benzynowe:        | Silniki benzynowe: | Silniki benzynowe:     | Silniki benzynowe: | Silniki benzynowe:                 | Silniki benzynowe:        | Silniki benzynowe: | Silniki benzynowe: |
| ------------------ | ------------------------- | ------------------ | ---------------------- | ------------------ | ---------------------------------- | ------------------------- | ------------------ | ------------------ |
| 1.3                | R4 1,3 l (1299 cm³), OHV  | wtrysk             | 73,9 × 75,5 mm         | 8,8:1              | 60 KM (44 kW) przy 5000 obr./min   | 101 Nm przy 2500 obr./min | 16,4 s             | 153 km/h           |
| 1.4                | R4 1,4 l (1392 cm³), SOHC | wtrysk             | 77,2 × 74,3 mm         | 8,5:1              | 71 KM (52 kW) przy 5500 obr./min   | 103 Nm przy 4000 obr./min | 14,3 s             | 163 km/h           |
| 1.4                | R4 1,4 l (1391 cm³), SOHC | wtrysk             | 77,2 × 74,3 mm         | 8,5:1              | 75 KM (55 kW) przy 5000 obr./min   | 106 Nm przy 2750 obr./min | 14,4 s             | 169 km/h           |
| 1.6                | R4 1,6 l (1597 cm³), DOHC | wtrysk             | 76,0 × 88,0 mm         | 10,3:1             | 88 KM (65 kW) przy 5500 obr./min   | 134 Nm przy 3000 obr./min | 12,4 s             | 174 km/h           |
| 1.6                | R4 1,6 l (1597 cm³), DOHC | wtrysk             | 76,0 × 88,0 mm         | 10,3:1             | 90 KM (66 kW) przy 5500 obr./min   | 134 Nm przy 3000 obr./min | 12,3 s             | 177 km/h           |
| 1.6                | R4 1,6 l (1597 cm³), DOHC | wtrysk             | 76,0 × 88,0 mm         | 10,3:1             | 95 KM (70 kW) przy 5500 obr./min   | 134 Nm przy 3000 obr./min | 12,2 s             | 181 km/h           |
| 1.8                | R4 1,8 l (1796 cm³), DOHC | wtrysk             | 80,6 × 88,0 mm         | 10,0:1             | 105 KM (77 kW) przy 5500 obr./min  | 153 Nm przy 4000 obr./min | 10,3 s             | 185 km/h           |
| 1.8                | R4 1,8 l (1796 cm³), DOHC | wtrysk             | 80,6 × 88,0 mm         | 10,0:1             | 115 KM (85 kW) przy 5750 obr./min  | 160 Nm przy 4500 obr./min | 10,3 s             | 185 km/h           |
| 1.8                | R4 1,8 l (1796 cm³), DOHC | wtrysk             | 80,6 × 88,0 mm         | 10,0:1             | 130 KM (96 kW) przy 6250 obr./min  | 162 Nm przy 4500 obr./min | 10,6 s             | 198 km/h           |
| 2.0                | R4 2,0 l (1988 cm³), DOHC | wtrysk             | 86,0 × 86,0 mm         | 10,3:1             | 150 KM (110 kW) przy 6000 obr./min | 190 Nm przy 4500 obr./min | 8,7 s              | 208 km/h           |
| 2.0                | R4 2,0 l (1994 cm³), DOHC | wtrysk             | 90,8 × 76,9 mm         | 8,0:1              | 227 KM (167 kW) przy 5750 obr./min | 299 Nm przy 2500 obr./min | 6,1 s              | 232 km/h           |